# Berliner Fernsehturm
Der Berliner Fernsehturm ist mit 368 Metern das höchste Bauwerk Deutschlands sowie der sechsthöchste Fernsehturm Europas. Der Fernsehturm befindet sich im Park am Fernsehturm im Berliner Ortsteil Mitte. Er war im Jahr der Fertigstellung 1969 der zweithöchste Fernsehturm der Welt und zählt mit über einer Million Besuchern jährlich zu den zehn beliebtesten Sehenswürdigkeiten in Deutschland.
Der Fernsehturm im Internationalen Stil wurde 1965–1969 von der Deutschen Post der DDR im Park am Fernsehturm anstelle des abgerissenen Marienviertels errichtet. Am 3. Oktober 1969 erfolgte die Eröffnung. Das Bauwerk ist über 220 Meter höher als der alte Berliner Funkturm aus den 1920er Jahren in Berlin-Westend. Als Wahrzeichen und weithin sichtbare Landmarke prägt es die Skyline der Stadt. In Eröffnungsszenen von Filmen mit Bezug zu Berlin wird die Hauptstadt neben Bauwerken wie dem Brandenburger Tor, der Siegessäule und dem Reichstagsgebäude häufig durch den Fernsehturm symbolisiert.
Das intern als „Fernmeldeturm 32“ bezeichnete Bauwerk dient neben seiner Hauptfunktion als Standort mehrerer Rundfunksender für Hörfunk und Fernsehen als Aussichtsturm mit einer Aussichtsetage inklusive Bar auf 203 Metern Höhe und beinhaltet ein Drehrestaurant auf 207 Metern Höhe. Darüber hinaus dient der Berliner Fernsehturm als Veranstaltungsort. Das markante und stadtprägende Bauwerk unterlag einer starken symbolischen Wandlung. Von einem politisch vereinnahmten nationalen Symbol der DDR entwickelte es sich nach der deutschen Wiedervereinigung zum gesamtstädtischen Symbol im wiedervereinten Berlin. Aufgrund seiner universellen und zeitlosen Formensprache fand es zunehmend als Markenzeichen Verwendung und wird international mit Berlin und Deutschland identifiziert. Der Berliner Fernsehturm erhielt 1979 in der DDR den Denkmalstatus, der nach der deutschen Wiedervereinigung fortgeschrieben wurde.

## Geschichte

### Vorgeschichte
Bei der Europäischen Rundfunkkonferenz in Stockholm 1952, die für die Koordinierung der Frequenzwellen in Europa zuständig war, wurden der damals von den meisten Staaten politisch nicht anerkannten DDR nur zwei Fernsehfrequenzbereiche zugestanden: für Band I der als störanfällig eingestufte (und später nicht mehr verwendbare) Frequenzbereich von 40,5 bis 48,5 MHz und der Frequenzbereich von 208 bis 216 MHz für Band III. Unter diesen Voraussetzungen konnte das Berliner Stadtgebiet nicht mit mehreren kleineren Sendern ausgestattet werden, ohne dass es zu Überlagerungen und damit zu Störungen oder Lücken im Fernsehempfang gekommen wäre. Für eine vollständige und lückenlose Abdeckung war somit ein leistungsstarker Großsender mit einem möglichst hohen Standort erforderlich. In den 1950er Jahren erfüllten nur sehr schwache Behelfssender des Deutschen Fernsehfunks ihren Zweck in Berlin.

### Gescheiterte Bauprojekte

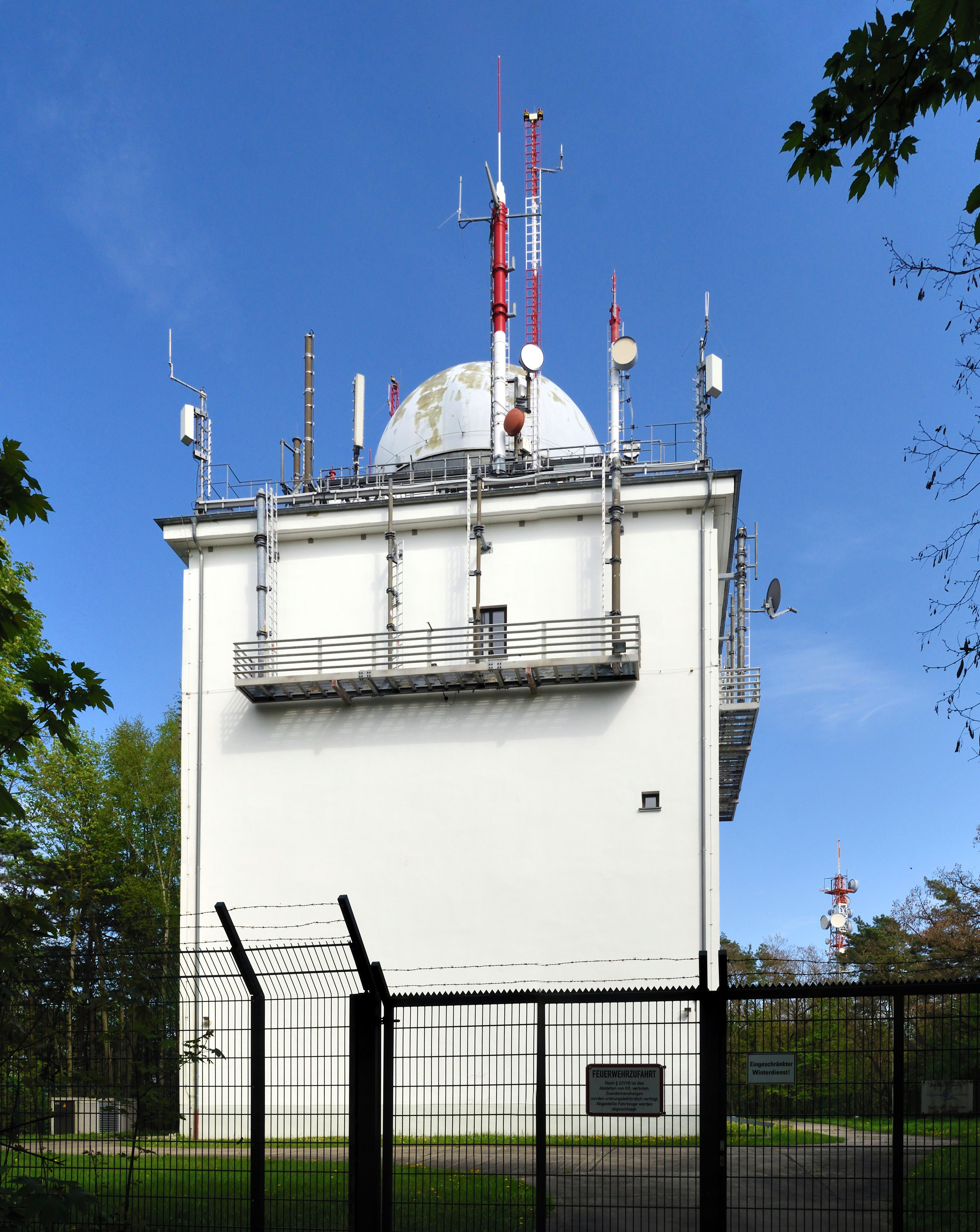
Unter dem Decknamen F4 wurde auf dem Großen Müggelberg 1954 mit dem Bau eines Fernsehturms begonnen. Der umgebaute Gebäudestumpf wird als Fernsehturm Müggelberge für verschiedene Zwecke verwendet

Im Jahr 1952 begann die Deutsche Post mit der Planung eines Fernsehturms für Berlin. Die Hauptverwaltung Funkwesen favorisierte dafür ein Grundstück in den Berliner Müggelbergen, die mit der höchsten Erhebung im Berliner Umfeld topografisch die beste Voraussetzung innerhalb des Berliner Stadtgebietes boten. In den Überlegungen spielte eine Rolle, dass der Standort für solch einen Zweckbau weitab vom Zentrum lag und damit weder die architektonische noch die städtebauliche Dimension beeinflusste. Nachdem die Deutsche Post am 23. April 1954 beim Chefarchitekten des Ost-Berliner Magistrats Hermann Henselmann die Standortgenehmigung beantragt hatte, wurde diese am 4. Mai 1954 erteilt. Das Gelände und der Turm sollten für die Bevölkerung zugänglich sein, die Höhe des Bauwerks war mit 130 Metern geplant. Der Betonbau mit quadratischem Grundriss sollte auf 70 Metern Höhe zwei Aussichtsplattformen enthalten, aber keinen auskragenden Turmkorb. Der Fernsehturm unter dem Decknamen F4 war mit einer Bilanzsumme von 8,714 Millionen Mark angesetzt und in den Volkswirtschaftsplan für die Jahre 1954 bis 1957 aufgenommen. Am 13. Dezember 1955 forderte Innenminister Karl Maron die sofortige Einstellung der bereits in vollem Gang befindlichen Bauarbeiten. Zwar hatte das Ministerium am 29. Mai 1954 dem Bauvorhaben zugestimmt; es habe allerdings nun festgestellt, dass der Standort nur acht Kilometer vom Flughafen Berlin-Schönefeld entfernt liege und durch seine Höhe am Rande der Einflugschneise den Flugbetrieb zu gefährden drohe. Verschiedene Kompromissbemühungen der Post, die Turmhöhe zu reduzieren, scheiterten, so dass am 15. November 1956 das Bauprojekt endgültig eingestellt wurde. Das Ende des Projektes stellt ein frühes Beispiel für die konzeptionellen Probleme der ostdeutschen Planwirtschaft dar, die in diesem Fall den Aufbau des Fernseh- und Richtfunknetzes der DDR um Jahre zurückwarf. Der bis dahin fertiggestellte Gebäudestumpf des Fernsehturms Müggelberge mit zwei Obergeschossen wurde wetterfest gemacht und dient jetzt der Deutschen Telekom als Richtfunkknoten.
Nach dem Scheitern des Projektes F4 musste das Ministerium für Post und Fernmeldewesen nach einer geeigneten Alternative suchen. Zu jener Zeit gab es auf der Fläche der DDR drei sich berührende Ringe von Richtfunkverbindungen: den Nord-, den Mittel- und den Südring; ein Ostring war für später geplant. An den Berührungspunkten von Nord- mit Mittel- und Mittel- mit Südring waren die zentralen Fernsehtürme Berlin und Leipzig vorgesehen. 1957 setzte deshalb für den Ost-Berliner Fernsehturm eine neue Projektierungsphase ein. Mittlerweile war in der DDR mit dem Fernsehturm Dequede der erste Fernsehturm aus Stahlbeton nach dem Vorbild des Stuttgarter Fernsehturms im Bau. Die wieder ungeklärte Standortfrage führte Ende 1957 dazu, dass das Postministerium einen Vorstoß unternahm, den Turm in der Innenstadt zu errichten. Alle anderen Areale waren entweder wegen der Gefährdung des Flugbetriebs ungeeignet oder schwer in das Richtfunknetz einzubinden. Den Plan der ersten Variante eines zentral im Stadtgebiet gelegenen Fernsehturms legten die Architekten Gerhard Frost und Waldemar Alder in den Jahren 1957/1958 vor. Sie favorisierten die hügelige Parkanlage des Volksparks Friedrichshain. In der Folge wurden vier weitere Standorte in der Nähe des Parks diskutiert. Nach nur zögerlichem Fortschritt kam am 24. Juli 1960 ein positives Gutachten zum ausgewählten Standort zur Beschlussfassung und die Staatliche Plankommission schuf wenige Tage danach die ökonomischen Voraussetzungen für die Errichtung. Laut Plan sollte der Fernsehturm in Friedrichshain 1964 einsatzbereit sein.
Eine besonders schwere wirtschaftliche Krise – unter anderem wegen der enormen Kosten des Baus der Berliner Mauer – zwang die Regierung im Frühjahr 1962, ihren Siebenjahresplan – den einzigen der DDR-Geschichte – vorzeitig abzubrechen. Der Fernsehturm in Friedrichshain fiel dem Sparzwang zum Opfer; der Ost-Berliner Magistrat beschloss am 26. Mai 1962 das Ende des Projektes. Der Abbruch war ein Rückschlag für das Postministerium und drohte alle anderen Türme im Rundfunknetz zu Investitionsruinen werden zu lassen. Die 1960 geschätzten Kosten lagen bei rund 20 Millionen Mark; bereits am 5. Mai 1961 wurde diese Schätzung vom Ministerium auf 29,322 Millionen Mark und im Januar 1962 abermals auf 30,7 Millionen Mark korrigiert. Trotz des beschlossenen Planungsendes und der fehlenden Mittel erfolgten Fundamentbohrungen zur Erkundung des Baugrunds, und Bauunternehmen erhielten erste Aufträge. Die Mieter, die auf dem geplanten Errichtungsstandort wohnten, hatten ihre Wohnungen verlassen müssen; die Häuser wurden zum größten Teil abgerissen. Der Baubeginn war kaum noch aufzuhalten. Bereits Ende 1961 gab eine Kommission zur „Überwindung der technischen Rückstände auf dem Gebiet des Rundfunks und Fernsehens“ bekannt, dass zum damaligen Zeitpunkt statt der geplanten 26 nur 16 UKW-Sender zur Verfügung standen und diese nur etwa 80 % der Bevölkerung mit Fernsehprogrammen versorgen konnten. Die Schließung der Grenzen nach Westdeutschland erschwerte die Produktion und Instandhaltung wegen dringend benötigter Importe. Zu den besonders schlecht mit DDR-Fernsehen versorgten Gebieten zählte neben den Landstrichen an der innerdeutschen Grenze der Bereich nordwestlich von Berlin. Das Postministerium führte Verhandlungen, um den Turmbau wenigstens für das Jahr 1963 im Plan zu verankern. Trotz finanzieller Zusage von 300.000 Mark für die Bauvorbereitung wurde das Projekt ein weiteres Mal storniert und der Standort Friedrichshain endgültig aufgegeben. Alle Verträge wurden gekündigt.

### Erneute Standortsuche
Nach dem endgültigen Baustopp im Volkspark Friedrichshain erwartete die Regierung vom Ministerium weitere Vorschläge zur Verbesserung der Rundfunkversorgung in der Hauptstadt. Um die Kosten gering zu halten, folgten mehrere abgespeckte Vorschläge. Die Variante, auf einen zentralen Turm zu verzichten und vier kleinere Funkstandorte zu errichten, war eine Option. Damit wären beträchtliche Einbußen in der Funkversorgung verbunden gewesen. Da die Regierung ein besonderes Interesse an der Rundfunkversorgung hatte, stieg der politische Druck zur Umsetzung, sodass der Turmbau in den Volkswirtschaftsplan 1964 erneut aufgenommen wurde. Allerdings erwogen die Planer, den Publikumsbereich aus Kostengründen zu streichen; die Standortwahl war wieder ungewiss. Das Rundfunk- und Fernsehtechnische Zentralamt (RFZ) der Deutschen Post untersuchte mehrere Standorte und kam nach verschiedenen Analysen zum Schluss, dass der Standort Friedrichshain die perfekte Lösung sei. Daher versuchte das Ministerium im Januar 1964 in einem neuen Anlauf, das Baugrundstück am Friedrichshain durchzusetzen. Mit Beschluss vom 13. Februar 1964 akzeptierte der Ministerrat die bauliche und technische Konzeption. In der ersten Jahreshälfte 1964 nahmen die Planungen, die seit über zehn Jahren ergebnislos waren, wieder Fahrt auf. Neben dem sachlichen Zweck der optimalen Rundfunkversorgung rückte die Rolle des Turms als neues Wahrzeichen immer mehr in den Vordergrund. In einem Brief der Staatlichen Plankommission vom 23. Mai 1964 heißt es dazu:

„Seine Höhe von 360 m […] wird das dem internationalen Stand entsprechende Bauwerk gleichzeitig zu einem eindrucksvollen architektonischen Anziehungspunkt machen, der aus diesem Grund einen zentralen Standort einfordert. Unter Berücksichtigung dieser repräsentativen Wirkung für den Aufbau der Hauptstadt und Entwicklung der DDR ist dem Gelände östlich des Marx-Engels-Platzes gegenüber dem bisher vorgesehenen am Friedrichshain der unbedingte Vorzug zu geben.“

Der Fernsehturm als städtebauliche Höhendominante erschien vielen Parteifunktionären als angemessener Ersatz für das nicht realisierte Zentrale Hochhaus, das bei der sozialistischen Umgestaltung des Ost-Berliner Zentrums anstelle des abgerissenen Berliner Schlosses gebaut werden sollte. Im Zusammenhang mit diesem Architekturwettbewerb Ende der 1950er Jahre hatte Hermann Henselmann den Vorschlag unterbreitet, einen 300 Meter hohen Turm der Signale zu errichten, dessen Turmschaft aus drei konkav gekrümmten und mit weiß-goldenem Mosaik belegten Schalen bestehen sollte. Auf dem Schaft auf 230 Metern Höhe sollte eine Restaurant- und Aussichtskugel aus leuchtendem Rubinglas mehrere Etagen enthalten und von einer schlanken Spitze abgeschlossen werden.
Die entscheidende Sitzung des Politbüros zum Bau fand am 14. Juli 1964 statt. Dort zog der Erste Sekretär des Zentralkomitees der SED Walter Ulbricht die Schlussfolgerung, den zentral in Berlin geplanten Fernsehturm dem hohen und unrentablen Regierungsgebäude vorzuziehen. Gleichzeitig beauftragte die SED-Führung mit der Gesamtleitung des Bauprojektes Gerhard Kosel, den damaligen Präsidenten der Deutschen Bauakademie. Am 24. August 1964 lud Ulbricht Kosel den Chefarchitekten Joachim Näther zu einem Gespräch ein und empfahl, den Fernsehturm westlich des Bahnhofs Alexanderplatz zu errichten. Die Legitimierung für Ulbrichts Entscheidung lieferte später der Schweizer Architekt und Stadtplaner Hans Schmidt, der den Auftrag erhalten hatte, die Sichtbeziehungen von den verschiedenen Standorten zu untersuchen. Die empfohlene Standortwahl kam einer Anordnung gleich, die vom Politbüro nach der Unterredung als Arbeitsanweisung formuliert wurde. Einen Monat später, am 22. September, erhielt der Turm seinen endgültigen Standort. In dieser Sitzung soll Ulbricht am Stadtmodell der Deutschen Bauakademie den in diesem Zusammenhang oft zitierten Satz „Nu, Genossen, da sieht man’s ganz genau: Da gehört er hin“ ausgesprochen haben, der zum Inbegriff des absolutistischen Diktats des Regimes geworden ist. Ausschlaggebend für die Standortentscheidung war nach Meinung der beteiligten Planer vor allem der feste Untergrund.
Die politische Standortentscheidung erhielt eine ästhetische Begründung, indem die Blickbeziehung zwischen einem Passanten auf dem Marx-Engels-Platz und dem 700 Meter entfernten Turm hergestellt wurde. Der damalige Entwurf sah zwei zylindrische Turmkörbe und eine Höhe von 375 Metern vor. Von dieser Stelle aus sei der Turm in seiner gesamten Höhe zu sehen, ohne dass der Betrachter dafür hochschauen müsse, da es dem normalen Sehwinkel von etwa 27 Grad entspreche. Dieses Idealverhältnis entspreche zusätzlich dem Vorhaben, das Bauwerk als zentrales Gebäude axial (→ Orientierung in der Architektur) anzuordnen, womit es zum Blickpunkt von verschiedenen Alleen und größeren Straßen aus werde. Diese sehr einfache Darlegung ignorierte zum einen die bereits erwogene Hochhausbebauung auf der Spreeinsel, zum anderen, dass viele der Straßen einen geknickten Verlauf haben und damit die Vorstellung einer barocken Orientierung auf einen Point de vue nur teilweise griff. Wie sich nach der Fertigstellung herausstellte, ist der Turm aufgrund seiner Höhe von vielen Straßen in unmittelbarer Zentrumsnähe aus zu sehen, wogegen er in weiterer Entfernung durch Hochhäuser teilweise oder ganz verdeckt wird. Die Argumentation spiegelt die realsozialistische Vorstellung vom Zentrum der Macht in geeigneter Weise wider. Im Übrigen war die Höhe von 365 Metern nicht baulich bedingt, sondern dass nur ein hoher Turm die nötige Reichweite bot.

### Projektierung und Formfindung
Die Bedenken bezüglich der Sicherheit des Flugverkehrs, die für den Standort Müggelberge zum Abbruch des Projektes geführt hatten, spielten für die Sicherheit des West-Berliner Luftraums keine Rolle. Den von den westlichen Alliierten bei der sowjetischen Botschaft vorgebrachten Einspruch wiesen die deutschen Planer mit zwei knappen Erläuterungen zurück: Erstens beeinträchtige der Bau des Fernsehturms nicht die Sicherheit des Flugverkehrs der DDR und zweitens sollten derartige Fragen, die das Hoheitsgebiet der DDR beträfen, direkt an die DDR gerichtet werden und nicht an den sowjetischen Botschafter. Es gab innerhalb der DDR kritische Stimmen gegen den Standort. Zu den prominentesten Kritikern zählte der Chefarchitekt Joachim Näther. Näther favorisierte einen öffentlichen Wettbewerb, um die schöpferischen Kräfte aller Architekten zu mobilisieren. Der Bildhauer Fritz Cremer machte deutlich, dass er die Verantwortung für den Fernsehturmbau an diesem Standort ausdrücklich ablehne, trotz der Mitwirkung am Arbeitskreis Bildende Kunst im Stadtzentrum. Kritik dieser Art wurde meist sehr verklausuliert geäußert und konnte am Status quo nichts mehr ändern.
Nachdem der Standort gefunden war und der Kern der Konstruktion feststand, war noch die Frage der architektonischen Ausgestaltung zu klären. Kosels Vorschlag eines zweigeteilten Turmkorbs erinnerte zu deutlich an den Wiener Donauturm. Die SED-Führung wollte auf jeden Fall vermeiden, dass sich in diesem von Ulbricht selbst als „Sensation“ bezeichneten Bauwerk ein Nacheifern bestehender Formen ausdrücken könnte. Aus diesem Grund waren Gestaltungsrichtlinien anfänglich noch recht vage formuliert:

„Der Turm darf nicht wie ein Schornstein wirken. Der Turmkopf soll in der Gestaltung den Charakter einer Krone erhalten: elegante Turmkopfverkleidung“

Von einer Kugelform, wie sie Henselmann in den 1950er Jahren vorgeschlagen hatte, war noch keine Rede. Die erste völlig neuartig vorgesehene Gestaltung des Turmkopfes enthält eine undatierte Zeichnung, die gegen Ende 1964 vom VEB Industrieprojektierung (Ipro) Berlin stammt. Die Schnittzeichnung zeigt eine leicht ellipsoide Form mit tragenden Stützkonstruktionen für die Geschosse und kommt dem tatsächlich ausgeführten Kugelkopf schon sehr nahe. Diese Darstellung trägt die Unterschrift des Ipro-Architekten Günter Franke. Die neue Form stand am 22. Dezember 1964 für den Turm als Terminus ante quem fest; sie wurde am 19. Januar 1965 vom Technischen Rat erstmals beraten. Die ursprüngliche Idee von Kosel, die Turmkugel zu vergolden, kam aus Kostengründen nicht in Frage. Die Öffentlichkeit erfuhr am 13. Februar 1965 aus dem Zentralorgan Neues Deutschland unter der Überschrift Fernsehturm Hauptstadt Berlin mit drei Modellaufnahmen zum ersten Mal von dem Projekt.

### Der Bau

#### Baubeginn ohne Genehmigung
Mit der Genehmigung der neuen Gestalt des Berliner Fernsehturms durch das Zentralkomitee der SED am 9. Februar 1965 wurde sie bindend festgeschrieben. Einen Tag später erteilte der Magistrat die Standortgenehmigung. Am 20. März begannen die nach Ulbrichts Weisung „rigoros durchzuführenden“ Abrissarbeiten von insgesamt 29.400 Quadratmetern Wohn-, Büro-, Verkaufs- und Lagerfläche. Um die Räumung des Geländes und der teilweise noch völlig intakten Gebäude schneller durchführen zu können, wurden neben Abrissbirnen auch Sprengungen eingesetzt. Die Kosten für die Grundstückskäufe und Entschädigungen beliefen sich im April 1965 auf mindestens 6,2 Millionen Mark. Werden die Kosten für Abriss und Verlagerung hinzugerechnet, schlug die Aktion mit 38,8 Millionen Mark zu Buche, was bereits die veranschlagten Gesamtkosten von 33 Millionen überstieg. Diese durch unrealistische Schätzungen verursachte Kostenexplosion in den ersten Monaten führte zu einem planerischen Durcheinander und dazu, dass die Plankommission und Bauaufsicht keine weiteren Sondergenehmigungen erteilen wollten, was zu einem Stillstand der Arbeiten vom 31. Mai bis zum 4. Juni 1965 führte. Erst nach Kosels Intervention konnten die Arbeiten fortgesetzt werden; eine Genehmigung lag dennoch nicht vor. Die an der Finanzierung beteiligte Deutsche Investitionsbank der DDR sah die wirtschaftlichen Ziele für „völlig gesetzeswidrig“ an und belegte die Kredite mit einem Strafzins. Dies brachte das Bauprojekt fast zu einem weiteren Stillstand. Erst ein dirigistischer Eingriff sorgte für die Fortsetzung der Arbeiten am Projekt. Wegen der Vertuschung der wahren Kosten für den Bau des Berliner Fernsehturms gab es weder eine offizielle Grundsteinlegung noch einen „Ersten Spatenstich“. Ohne die erforderliche Baugenehmigung nahm der Turm als Schwarzbau seinen Anfang.

#### Fundament- und Schaftarbeiten
Die Arbeiten am Fundament begannen am 4. August 1965 und waren bis Ende 1965 fertiggestellt. Es konnte ein rund 20 Meter hohes Stahlgerüst für die Betonierung des Turmfußes aufgestellt werden, die am 15. März 1966 begann. Die stetig steigenden Baukosten führten im Dezember 1965 dazu, dass Gerhard Kosel seinen Posten als Gesamtleiter räumen musste. Ihm folgte Gerhard Frost, der Architekt des Ende der 1950er Jahre errichteten Fernsehturms Dequede. Am 30. März 1966 war die Hyperboloidschale fertiggestellt. Der Turmschaft konnte nur mittels Kletterbauweise errichtet werden, da er sich von 16 auf 9 Meter Durchmesser verjüngt. Durch die von außen gut an ihren Bullaugen zu erkennenden Zwischengeschosse unterteilt sich der Schaft in fünf Abschnitte.
Die Betonierung ging zügig voran, sodass die 100-Metermarke am 4. Oktober 1966 überschritten wurde. Seine endgültige Höhe erreichte der Schaft am 16. Juni 1967. Die Anlieferung des Betons erfolgte zunächst in Einheiten von 500 Litern; er wurde später vor Ort gemischt, um eine gleichbleibende Qualität zu erzielen. Für den 26.000 Tonnen schweren und 248,78 Meter hohen Schaft wurden insgesamt 8000 Kubikmeter Beton verbaut. Am 29. August 1967 begannen die Arbeiten am Tragepodest. Ein Kran hievte die Stahlbetonplatte mit insgesamt 16 Metern Durchmesser segmentweise auf ein vormontiertes Hilfsgerüst. Diese Arbeiten erforderten aus Sicherheitsgründen einen Sperrkreis von 100 Metern. Die Podestplatte war nicht im ursprünglichen Entwurf enthalten und wurde erst nachträglich aufgrund gestiegener Sicherheitsanforderungen hinzugefügt. Eine Beheizung des unteren Teils des Antennenträgers verhinderte zuverlässig das Herabfallen von Eisablagerungen.

#### Bau der Kugel
Parallel zum Aufbau des Schaftes gingen die Vorarbeiten für die Turmkugel voran. Die Realisierung der Konstruktionsdetails sowie unterschiedliche Auffassungen über die Verantwortlichkeit der beteiligten Institutionen erschwerten den Arbeitsfortschritt. Bis zum Sommer 1966 war noch ungeklärt, welcher Stahlbaubetrieb die Außenhaut der Kugel herstellen sollte. Schließlich erhielten der VEB Industriemontagen Merseburg und der VEB Industriestahlbau Leipzig den Auftrag. Als Material importierte der Bauherr Edelstahl aus Westdeutschland. Die Arbeitsgruppe VEB Ipro hatte das Verfahren zur Montage der Kugel auf den Stahlbetonschaft ausgearbeitet, wonach die Kugel in 120 Segmente aufgeteilt am Boden zusammengesetzt werden konnte. Dafür wurde im April 1967 auf der Baustelle zwischen Marienkirche und dem Roten Rathaus eine 35 Meter hohe Nachbildung des Schaftes errichtet, an der die Kugelsegmente vormontiert wurden. Diese Arbeiten dauerten bis November 1967. Die Baukosten waren inzwischen auf 95 Millionen Mark angestiegen, verursacht vor allem durch mit Devisen zu bezahlende Bauteile und Materialien.
Vom 2. Januar bis zum 7. Februar 1968 wurde auf dem fertig betonierten Schaft ein Eisenbahnkran des VEB Schwermaschinenbau S. M. Kirow Leipzig montiert. Am 29. März 1968 konnte damit das erste Kugelsegment nach oben transportiert werden. Der Hubvorgang des zehn Tonnen schweren Einzelstücks dauerte 22 Minuten. Die Montage der Elemente erfolgte von unten nach oben sowie im Uhrzeigersinn und musste zunächst gegen den Betonschaft gestützt werden, bevor die Stahlbänder belastet werden konnten, die die gesamte Kugelkonstruktion nach Abschluss der Arbeiten halten sollten. Im Juni konnten die Antennenträger hochgezogen werden. Mitte Juli waren alle Fassadenelemente und Geschosse vollständig angebracht. Ende Juli 1968 begann die probeweise Belastung der Stahlbänder: Pressen drückten die Elemente vom Turmschaft weg, so dass sie an den Bändern befestigt werden konnten. Am 5. Oktober war die Kugel vollständig mit der Außenhaut verkleidet. Die für die Aussichtsplattform und das Restaurant erforderlichen Thermofenster waren in Belgien angefertigt worden. Ein kleines Segment blieb zunächst geöffnet, um die Materialien für den Innenausbau bequem hineinzubringen. Das letzte Segmentstück wurde schließlich am 7. Oktober angebracht. Nach Beendigung dieses Bauabschnittes feierten die Beteiligten das Richtfest.
- Bauarbeiten 1968
- 6. April: Transport eines Kugelsegmentes
- Baufortschritt 25. Juni
- 6. August: Blick vom unfertigen Turmkorb
- Baufortschritt 22. August
- 7. Oktober: Hissen der Flagge auf der fertiggestellten Turmkugel
- 24. Oktober: Montage des Antennenträgers

#### Schlussarbeiten
Die im VEB Funkwerk Köpenick gefertigten rund fünf Meter hohen Segmente der Antennenrohre wurden durch den später am Bauwerk verbliebenen Kran bis zum Tragepodest und weiter über einen Kletterkran an die vorgesehene Stelle befördert. Vom 2. Oktober bis 30. Oktober 1968 erhielt das Turmbauwerk seine Spitze und das über der Kugel befindliche Antennengerüst, sodass im folgenden Jahr der Innenausbau folgen konnte. Der Zeitplan der Bauarbeiten konnte relativ gut eingehalten werden. Völlig außer Kontrolle liefen dagegen die Kosten; sie hatten bis Ende November 1968 einen Höchststand von 103,53 Millionen Mark erreicht.
Bei den im Dreischichtbetrieb ausgeführten Bauarbeiten waren in der Tagschicht 60 und in der Nacht 30 Arbeiter beschäftigt. Am Projekt war die Zuarbeit von rund 300 Unternehmen nötig. Für einen möglichst zügigen Ablauf wurde ein beträchtlicher Aufwand betrieben. Den Arbeitern standen beheizbare Kunststoffzelte zur Verfügung. Für die Verständigung zwischen den Baubeteiligten gab es eine Fernsprechanlage im Schaft, zudem wurden Handsprechfunkgeräte der Nationalen Volksarmee verwendet. Die Bauleitung war in ständiger Verbindung mit dem Wetterdienst in Potsdam, um vor möglichen Unwettern gewarnt zu werden.
Anfang 1969 sickerte Wasser in das Innere der Turmkugel, das erheblichen Schaden anrichtete; die Kugel musste erneut abgedichtet werden. Gegenüber dem ursprünglichen Plan gab es inzwischen einen zehnmonatigen Rückstand; denn die Arbeiten sollten zum 20. Jahrestag der DDR am 7. Oktober 1969 beendet werden. Bis zum 3. Oktober 1969 erfolgte der Innenausbau, und der Eingangspavillon konnte fertiggestellt werden. Nach 53 Monaten reiner Bauzeit war der Turm trotz aller Widrigkeiten in „rekordverdächtiger“ Zeit vollendet. Die Kosten beliefen sich auf über 132 Millionen Mark, wobei die beiden erst Anfang der 1970er Jahre fertiggestellten Pavillons nicht eingerechnet waren. Damit war der Turm mindestens viermal so teuer wie ursprünglich geplant. Eine genaue Schlussrechnung wurde nie aufgestellt, da die beteiligten Instanzen versuchten, die Kosten auf verschiedene Fonds zu verteilen, um die Bilanz zu retten.
Das Bauwerk, das offiziell die Bezeichnung „Fernseh- und UKW-Turm Berlin“' erhielt, war im Oktober 1969 der zweithöchste Fernsehturm der Welt. Höher war nur noch der Fernsehturm Ostankino in Moskau. Gleichzeitig war es nach dem Turm in Moskau und dem Empire State Building in New York das dritthöchste freistehende Bauwerk seiner Zeit.

### Seit der Eröffnung
Am 3. Oktober 1969 weihte Walter Ulbricht zusammen mit seiner Frau Lotte und einer Delegation hochrangiger Begleiter, darunter Günter Mittag, Herbert Warnke, Paul Verner, Rudolph Schulze, Erich Honecker, Werner Lamberz und Erich Mielke, den Fernsehturm ein und gab das Startsignal für DFF 2, das zweite staatliche Programm der DDR. Damit begann in dem Land das Farbfernsehen auf zwei Kanälen. Nach einem kontroversen Prozess wurde für das französische SECAM- und gegen das westdeutsche PAL-System entschieden. Die sozialistische Tageszeitung Neues Deutschland beschrieb die Bauleistung mit „Der Turm – ein Meisterstück für die Republik“ und „Der Turm – Symbol unserer Leistung“. Die emphatische Berichterstattung über die Fertigstellung hielt in der DDR bis 1989 an und wurde von allen Medien getragen. Für die Öffentlichkeit ist der Turm seit dem 7. Oktober 1969, dem Tag der Republik, zugänglich. Um den Berichten zur Turmeröffnung in Berlin den Vorrang zu lassen, wurde die offizielle Eröffnung des bereits im Sommer 1969 fertiggestellten Fernsehturms in Dresden zurückgestellt. Die Presse in West-Berlin ignorierte das Ereignis weitestgehend.
Ab dem 16. Februar 1970 strahlten fünf UKW-Programme vom Turm; ein erstes Fernsehprogramm folgte am 4. April 1970. Anfang 1972 waren die beiden noch fehlenden Pavillons für Ausstellungen, das Informationszentrum der Berlin-Information, ein Kino und gastronomische Einrichtungen fertiggestellt. Insgesamt boten die Gaststätten Platz für rund 1000 Gäste. Im selben Jahr konnte der viermillionste Besucher im Fernsehturm begrüßt werden. Nachdem im Jahr 1975 eine gesetzliche Grundlage für den Denkmalschutz geschaffen worden war, erhielt 1979 der Berliner Fernsehturm diesen Status. Nach der deutschen Wiedervereinigung schrieb die Bundesrepublik den Denkmalstatus des Bauwerks fest.
Im Jahr 1986 siedelte sich erstmals ein Wanderfalkenpaar am Alexanderplatz an. Die Vögel nutzen dabei den Fernsehturm als Sitzplatz für die Ansitzjagd. Der Ansitz befindet sich in 185 Metern Höhe an der südöstlichen Seite des Turmes. Meist stürzen sich die Wanderfalken auf die nachts vorüberziehenden Vögel. Vom Ansitz aus können die Falken die Beutevögel über dem hell erleuchteten Alexanderplatz gut sehen. Bei Tag konnten die Falken bei der Insektenjagd um den Fernsehturm und beim Absammeln der Insekten von der Betonfläche mit Schnabel und Fängen beobachtet werden. Dem Greifvogelpaar dienen zum Brüten Nistkästen an der Marienkirche und am Berliner Rathaus.
Als 1990, im Jahr der deutschen Wiedervereinigung, der Palast der Republik geschlossen und ein Abriss ernsthaft erwogen wurde, mehrten sich Stimmen, die den Fernsehturm als Inbegriff der totalitären DDR-Herrschaft ebenfalls abreißen lassen wollten. Der Schriftsteller Friedrich Dieckmann merkte 1992 dazu Folgendes an:

„Ich neige der Erhaltung des Palastes [der Republik] auch deshalb zu, weil es einen ungleich wichtigeren Abrissgegenstand im Inneren der Stadt gibt, das ist der Fernsehturm. […] Dieses obszöne Gebilde, […] ist eine architektonische Machtdemonstration von ungeschönter Direktheit, gleichsam das vertikale Korrelat zu der ebenerdigen Mauer. Dem defensiven Grenzbauwerk in seiner linearen Erstreckung trat die Aggressionsgeste dieser in eine Art Schlagbaum ausgehenden Turmnadel zur Seite, deren Sichtbeton vor allem auf West-Berlin berechnet war. Man sollte dort sehen, wer Berlin in der Hand hatte.“

Die Bundesrepublik entschied sich für den Erhalt des Bauwerks. Die Deutsche Telekom als neuer Betreiber investierte schließlich über 50 Millionen Mark in die Modernisierung der Sendeanlagen. Einige bauliche Renovierungen mussten vorgenommen werden; unter anderem war eingebrachter Spritzasbest zu beseitigen. So wurden in den Jahren 1995/1996 die Wand- und Deckenverkleidungen des Turmrestaurants und der Aussichtsetage durch schwer entflammbare neue Dämmmaterialien ersetzt. Von 1995 bis 1999 ließ die Telekom die Betriebstechnik für rund 100 Millionen Mark komplett erneuern. Bei diesen Renovierungen erhielt die bisherige Antenne ab 327 Metern eine neue, leistungsfähigere Spitze. Dadurch wurde der Turm von ursprünglich 365 Metern im Sommer 1997 auf 368 Meter erhöht. Der Turmschaft aus Sichtbeton erhielt einen hellgrauen Schutzlack.
In den 1990er Jahren diente der Berliner Fernsehturm immer mehr als Kulisse für sportliche Höchstleistungen. So seilten sich am 24. Juni 1992 anlässlich eines „Ferien-Eröffnungsfests“ die Sportkletterer Detlef Stock, Tilmann Hartmann und Gregor Katzer mit Hilfe verbundener 50-m-Seile von der Kuppel (207 m) bzw. vom Aussichtgeschoss (203 m) ab. Der Österreicher Rupert Hirner ließ sich zum 25-jährigen Jubiläum des Turmes am 3. Oktober 1994 an einem 70 Meter langen und 70 Kilogramm schweren Gummiseil aus 260 Metern Höhe in die Tiefe fallen. Mit dem Bungee-Sprung stellte Hirner damals eine Weltrekordleistung auf. Am 26. März 1995 versuchte der Hochseilartist Matthias Traber an einem 620 Meter langen und 36 Millimeter starken Seil, das zwischen dem Fernsehturm und dem Berliner Dom gespannt war, die Distanz zu überqueren. Rund 50.000 Schaulustige versammelten sich zu dem Spektakel, das nach 28 Minuten abgebrochen werden musste. Traber verlor nach 250 Metern über dem Neptunbrunnen die Balance und musste sich aus 50 Metern Höhe abseilen. Am 3. Juli 1998 fand der erste Turmtreppenlauf im Berliner Fernsehturm statt, den mit 5:56,8 min der Hürdensprinter und ehemalige Olympiasieger Thomas Munkelt für sich entschied. Er schaffte die 986 Stufen zur Aussichtsplattform fünf Sekunden schneller als der dreifache Sieger des New Yorker Empire-State-Building-Laufs.
Der Fernsehturm gehört zu den Bauwerken, die bei dem seit 2004 im Oktober stattfindenden Festival of Lights durch eine besondere Lichtinstallation für mehrere Tage kunstvoll angestrahlt werden. Aus Anlass der Fußball-Weltmeisterschaft 2006 erhielt die Turmkugel im Rahmen einer Werbeaktion des Betreibers Telekom eine Verkleidung als magentafarbenen Fußball. Die Beklebung der Außenfassade des Turmkorbs führten Industriekletterer in einer fünf Monate dauernden Aktion aus. Im Jahr 2009 wurde der Turm ein weiteres Mal als Werbeträger genutzt. Die Telekom ließ 14 Vinylbanner mit Liebesbotschaften entlang des Schafts anbringen.
Auf Veranlassung der Betreibergesellschaft TV Turm Alexanderplatz Gastronomiegesellschaft mbH erfolgte Anfang 2012 eine vollständige Modernisierung aller Publikumsbereiche, die fünf Monate dauerte und rund 1,5 Millionen Euro kostete. Der Berliner Senat beauftragte im selben Zeitraum eine Neugestaltung des Umfelds des Fernsehturms. Der Innenbereich erhielt eine neue Möblierung, die Besucherbereiche wurden heller gestaltet und die Aufenthaltsqualität in allen Publikumsbereichen deutlich erhöht. Bis Dezember 2013 war die Umgestaltung des Vorplatzes abgeschlossen, vor allem die Beseitigung der Blumenrabatten an den unteren Spitzen der Pavillon-Faltdächer.

## Lage und Umgebung
Der Berliner Fernsehturm befindet sich südwestlich des Bahnhofs Alexanderplatz im Park am Fernsehturm. Der Standort des Bauwerks wird häufig fälschlicherweise dem nordöstlich gelegenen Alexanderplatz zugeschrieben. Wegen der Nähe zum bekannten Platz wird der Fernsehturm mitunter sogar als Alex-Turm bezeichnet.
Die tatsächliche Umgebung des Fernsehturms wurde zwischen 1969 und 1974 als kleine grüne Oase für Besucher gestaltet, beteiligt waren die DDR-Kollektive Walter Herzog, Heinz Aust, R. Heider für die hexagonale Geometrie der Pavillonbauten vom Fuß des Fernsehturms mit einer Gastwirtschaft und Ausstellungsflächen und H. Matthes, E. Horn und R. Rühle für die Wasserspiele und die Grünflächen, die die Geometrie der Bauwerke aufnehmen mit den Rosenparterres, Ziergehölzen, Linden und Ahorn. Die Gesamtfläche reicht vom Bahnhof bis zum neu platzierten neobarocken Neptunbrunnen. Der Berliner Senat hat das Ensemble unter Denkmalschutz gestellt und sozialistische Zentrumsfläche getauft.
Der Turm steht auf einem rechteckigen, etwa sechs Hektar großen Platz auf 37 m ü. NN. Das Areal wird begrenzt von der Gontardstraße und den Bahngleisen des Bahnhofs Alexanderplatz (nordöstlich), der Karl-Liebknecht-Straße, an der sich die älteste Kirche Berlins, die Marienkirche, befindet (nordwestlich), der Spandauer Straße (südwestlich) und der Rathausstraße mit dem Roten Rathaus (südöstlich). Auf der Südseite der Spandauer Straße schließt sich bis zur Spree hin das Marx-Engels-Forum an.
Neben den Berliner U- und S-Bahnen halten mehrere Linien der Straßenbahn und des Busverkehrs am Bahnhof, von dem der mittlere Ausgang auf das Eingangsgebäude des Fernsehturms zuführt.
Die am Nordrand liegende von der Gontardstraße abgehende Panoramastraße wurde 1882 nach einem Rundbau mit dem Panorama der Schlacht von Sedan benannt. Nebengebäude des Turms sind dieser Straße zugeordnet: der Anbau gegenüber dem Eingang ist Panoramastraße 1a, der rechte Flügel des Eingangsgebäudes Panoramastraße 2. Zur Gontardstraße adressiert ist der Fernsehturm mit dem Eingangsgebäude Gontardstraße 7 und dessen linker Flügelbau als Gontardstraße 9.
Zeitgleich mit dem Fernsehturm wurde das 1970 fertiggestellte, 125 m hohe Hotelhochhaus Interhotel Stadt Berlin am Alexanderplatz fertiggestellt, das als Park Inn by Radisson Berlin Alexanderplatz geführt wird. Zwischen 1967 und 1972 entstanden direkt südlich vom Fernsehturm die Rathauspassagen als langer Riegel neben dem Roten Rathaus.

## Baubeschreibung

### Fundament, Basis und Schaft
Der Berliner Fernsehturm ist wegen des ungleichen Untergrunds zwischen 2,70 und 5,80 Metern gegründet; das Fundament hat eine Wandstärke von 50 Zentimetern. Verglichen mit Fundamenttiefen anderer Fernsehtürme, wie dem in Stuttgart mit 8 Metern oder dem Europaturm in Frankfurt am Main mit 18,5 Metern ist der Berliner flach gegründet. Die Probebohrungen förderten eine Mischung aus Kies, Sand, Stein- und Braunkohleschichten zutage, die eine gute Tragfähigkeit aufweisen. Zudem liegt der Standort trotz der relativen Nähe zur Spree auf einer der Talsandinseln, auf denen das historische Berlin gegründet wurde. Der Außendurchmesser des Fundaments beträgt 42 Meter. Das Bauwerk ist auf einem drei Meter dicken und leicht nach innen vorgespannten Ringfundament mit 41 Metern Außendurchmesser gegründet. Neben diesem Fundament besteht noch ein zweites quadratisches mit Seiten von 4,70 Metern, das den inneren Teil des Turmschaftes trägt. Es handelt sich um eine 390 Tonnen schwere, selbsttragende Stützkonstruktion aus Stahl, die bis auf 230 Meter Höhe ragt. Das Gerüst nimmt drei Fahrstühle, Versorgungsschächte und Kabel sowie eine Nottreppe mit 986 Stufen auf. Das Schaftgerüst ist aus Stabilitätsgründen an verschiedenen Stellen mit der Innenseite des Betonschafts verbunden.
Die sichtbare Basis auf Geländehöhe hat einen Durchmesser von 32 Metern und verläuft in Form eines 20 Meter hohen sich hyperbolisch verjüngenden Kegelstumpfs mit Bullaugen. In diesem Detail ähnelt er dem Fernsehturm Ostankino in Moskau. Vom Eingangspavillon erhebt sich bis zum Turmkorb der 248,78 Meter hohe Turmschaft, dessen Durchmesser sich von 16 auf 9 Meter verjüngt. Die fünf Abschnitte von je 45 Metern werden durch Zwischengeschosse unterteilt, was außen an den Bullaugen zu erkennen ist. Ab einer Höhe von 91 Metern befinden sich rote Flugwarnbefeuerungen.

### Umbauungskomplex
Drei Pavillons, deren Grundrisse pfeilförmig und symmetrisch zur Längsachse des Turmplatzes verlaufen, säumen den Turm an seiner ebenerdigen Basis. Die zweigeschossigen, sechseckigen Bauten dienen als Eingangsbereich sowie für gastronomische Einrichtungen und für Ausstellungen. Bis zur Eröffnung war nur der Eingangspavillon fertiggestellt. Sie sind an allen Seiten verglast und lichtdurchflutet. Markantestes Merkmal dieses Basiskomplexes sind die mit einer dreißigprozentigen Neigung verlaufenden Betonfaltdächer, deren Spitzen etwa 30 Zentimeter über dem Boden beginnen. Andere Teile des Daches streben aufwärts und ragen bis zu 21 Meter hoch. Der Eingangsbau befindet sich rund 50 Meter gegenüber dem Bahnhof Alexanderplatz. Die offene Eingangshalle wird von einer sechsteiligen Freitreppe flankiert, deren Teile sich mittig in einem zentralen Podest treffen. In dieser Halle sind der Kassenbereich für die Turmauffahrt und ein Souvenirladen untergebracht. Ein in sechs Metern Höhe angeordneter verglaster und überdachter Übergang (Skyway genannt) führt zu den Umgängen am Turmschaft und zu den Aufzügen.
Das hexagonale Raster des Umbauungskomplexes setzt sich in der nach Südwesten gerichteten großen Freitreppe fort, die zu den beiden anderen Pavillons führt. Die Treppe schiebt sich förmlich von der Turmumbauung als Terrasse in den Park hinein. Zu beiden Seiten der Treppe sind vier Wasserbecken symmetrisch angeordnet, die zu jeder vollen Stunde automatisch angesteuert werden, um mit Fontänen verschiedene Wasserfiguren zu erzeugen. Die Anlage besteht aus 560 Düsen und verfügt über 296 Unterwasserscheinwerfer, um das Wasserspiel anzustrahlen. Aus der Vogelperspektive erscheint die Grundfläche der Umbauung als Pfeil oder Rakete. Der Neptunbrunnen befindet sich in einer Sichtachse zur südwestlichen Freitreppe. Die Freifläche ist rund 600 Meter lang und 300 Meter breit. Sie wurde von den Architekten Hubert Matthes, Eberhard Horn und Rolf Rühle gestaltet. Die bauliche Ausführung der Fußumbauung oblag dem VEB BMK Ingenieurhochbau Berlin, wobei Ulrich Müther mit seiner Baufirma VEB Spezialbetonbau Rügen den Maschinenpark für das Torkretieren der auskragenden Faltwerkdächer zur Verfügung stellte. Entwurf und die Planung des Umbauungskomplexes erfolgten durch den Architekten Walter Herzog und den Tragwerksplaner Rolf Heider.

### Turmkugel

#### Aufbau und Technik
Der Turmkorb wird von einer Kugel – auch Turmkugel genannt – mit 32 Metern Durchmesser und damit etwas über 17.000 Kubikmetern Volumen gebildet. Der Kugelmittelpunkt befindet sich auf 213,78 Metern Höhe. Die Außenhaut des siebengeschossigen Baukörpers besteht aus trapezförmigen Flächen, die 15 Zentimeter über die Grundfläche hinausragen und silbrig-graue Pyramiden bilden. Dadurch erhält die Kugel eine Struktur, die einer Diamantenrustika ähnelt. Bis auf die Besucherebenen ist der Baukörper fensterlos. Lediglich kleine Bullaugen lassen in den übrigen Geschossen Licht ins Innere.
Die Bleche für die Außenverkleidung bestehen aus hochwertigem rostfreien Stahl der Stahlwerke Südwestfalen AG Siegen-Geisweid. Dass die DDR das Material vom Klassenfeind aus Westdeutschland importierte, wurde bewusst geheim gehalten. Die über 1000 Pyramiden lassen die 3500 Quadratmeter Außenhaut der Turmkugel wie einen Diamanten wirken. Neben der ästhetischen Gestaltung dient die Form der Verhinderung von Luftverwirbelungen. Die vergrößerte Rauheit der Oberfläche verringert die Angriffsfläche für Winde. Die Turmkugel hat eine Masse von 4800 Tonnen.
Während die meisten Turmkörbe von Fernsehtürmen unmittelbar auf Betonkonsolen ruhen, ist die Kugel mittels eines komplizierten Stahlfachwerks am Betonschaft befestigt. Das innenliegende Stahlskelett ist an 20 Stahlbändern von einem Zugring abgehängt und liegt in 229 Metern Höhe auf einer Betonkonsole. Die Stärke der 20 Stahlbänder variiert zwischen 8 und 26 Zentimetern und bildet einen mehrfach geknickten Polygonzug. Die in den Publikumsetagen mit „I“ bis „XX“ nummerierten Bänder sind neben jedem dritten Fenster sichtbar. In jeder Etage ist jedes der 20 Bänder mit der Außenkante eines radialen Trägers verschweißt, dessen Innenseite am Betonschaft aufliegt. Zwischen den Radialträgern liegen kleinere, tangential verlaufende Träger, die ein fachwerkähnliches Gerüst bilden. Der Vorteil dieser Hängekonstruktion ist, dass stützenfreie Räume entstehen, die beliebig abgeteilt werden können.

#### Sicherheitstechnik
Um die Gefahr herabstürzender Schnee- und Eisteile so gering wie möglich zu halten, wurden im oberen Drittel der Kugel verschiedene Sicherheitsmaßnahmen umgesetzt. Je ein Schneefanggitter befindet sich ober- und unterhalb der vierten und fünften Pyramidenreihe. Zwischen der sechsten und siebenten Reihe auf 220 Meter Höhe bildet eine begehbare Abflussrinne einen von Weitem mit bloßem Auge erkennbaren Einschnitt, in dem Niederschlag abfließen kann. Einen Schutz vor Eisschlag bilden bestimmte besonders verstärkte Bereiche der Außenhaut. Um alle Teile der Kugel über eine der jeweiligen Krümmung angepasste Arbeitsbühne erreichen zu können, wurde ein System aus vier speziellen Führungsschienen entwickelt, mit dem die gesamte Kugel umfahren werden kann. Diese Arbeitsbühne wird bei Nichtbenutzung am Turmfuß geparkt. Für die Reinigung der Fenster existiert eine ständig an der Kugel verbleibende zweigeschossige Wartungsbühne. Ihre Führungsschienen sind ober- und unterhalb der beiden Fenstergeschosse erkennbar.

#### Etagenaufteilung
In der untersten Etage befindet sich auf 200 Metern die Klimaanlage, die die Sendetechnik und das Restaurant kühlt. Als Erstausstattung kam ein Import aus Skandinavien zum Einsatz. Darüber befindet sich auf 203,78 Metern die Aussichtsplattform mit einem Durchmesser von 24 Metern, die für insgesamt 120 Personen zugelassen ist. Auf dieser Ebene für den Publikumsverkehr verläuft vor den nach außen geneigten Fenstern eine Brüstung, auf der in Schautafeln das Stadtbild erklärt wird.
Auf der dritten Ebene mit einem Durchmesser von 29 Metern befindet sich auf 207,53 Metern das Restaurantgeschoss, Telecafé genannt, mit auf 40 Tische verteilten Sitzplätzen für 200 Gäste. Der innere Teil dieses Geschosses bildet einen feststehenden Flurteil. Der äußere Teil ist ein drehbarer, auf 120 Rollen gelagerter Ring von 4,50 Metern Breite, der die Grundlage für das Drehrestaurant bildet. Bis zum Umbau in den späten 1990er Jahren drehten sich die fest montierten Tische innerhalb einer Stunde um 360 Grad im Uhrzeigersinn (Draufsicht); danach mussten die Gäste ihre Plätze freimachen. Inzwischen lässt sich die Umdrehungsgeschwindigkeit auf eine halbe oder ganze Stunde einstellen. Das Telecafé wird durch eine vom Künstler Richard O. Wilhelm gestaltete, farbig durchscheinende Glaswand vom Treppenhaus getrennt. Die hell gepunktete Wand stilisiert die Milchstraße. Die beiden Besucherebenen sind mit außen bronzefarbenen Fensterbändern hervorgehoben. Insgesamt hat die Kugel eine Nutzfläche von 5000 Quadratmetern.
In drei weiteren Geschossen über dem für Besucher zugänglichen Bereich auf 216, 220 und 224 Metern befinden sich Sendeanlagen für die Fernseh- und Rundfunktechnik und die Betriebsräume der Messtechniker. Abgesehen von einem HF-Leistungsmesser werden die Sendeanlagen im Turmkorb ausschließlich luftgekühlt. Das oberste Technikgeschoss beherbergt die Löschgaszentrale für die Brandbekämpfung. In der Turmkugel ist außerdem eine meteorologische Wetterwarte des Deutschen Wetterdienstes untergebracht. Die Messinstrumente befinden sich in der Antennenspitze.
- Gesamt- und Detailansichten
- Sicht vom Neptunbrunnen
- Gesamtansicht des Turms von Südwesten
- Detailansicht Turmkorb, darunter am Schaft die zwei Evakuierungsbühnen
- Fensterreinigung am Turmkorb
- Detailansicht Antennenträger

### Evakuierungsbühnen und Richtfunkanlagen
Unterhalb der Turmkugel (188 und 191 Meter) führen zwei auf 1,60 Meter hinausragende, nach oben offene Rettungsplattformen um den Schaft. Diese bieten bis zu 400 Personen Platz, was der Höchstzahl an Menschen, 380 Besucher und 20 Angestellte, entspricht, die sich im Korb befinden dürfen. Von der Turmkugel aus sind die Evakuierungsbühnen mit einer Treppe verbunden.
Oberhalb der Turmkugel setzt sich der Turmschaft bis zu einer Höhe von 250 Metern fort. In ihm sind die Aufzugmaschinenräume untergebracht. Außen sind radial Stahlplattformen angeordnet, die die Richtfunkantennen tragen. Das optisch zurückgesetzte Stahlgerippe für die Richtfunkantennen bringt das Streben des Turmes nach oben deutlich besser zur Geltung als die sonst bei DDR-Fernsehtürmen übliche Lösung, bei der die Richtfunkanlagen am Schaft angebracht sind oder den Turmkorb verbauen.

### Aufzüge
Innerhalb des Turmschafts verkehren drei Aufzüge, von denen zwei für den öffentlichen Publikumsverkehr vorgesehen sind. Der dritte ist dem Betriebspersonal der Technikräume vorbehalten. Die ursprünglichen Aufzüge aus Schweden wurden Anfang 1996 durch Anlagen der Firma Kone ersetzt. Ihre Transportkapazität beträgt 15 Personen; den Weg bis zum Aussichtsgeschoss auf 203 Metern Höhe schaffen sie aufgrund ihrer Fahrtgeschwindigkeit von sechs Metern pro Sekunde in 38 Sekunden. Im Notfall können die Aufzüge auf gleiche Höhe gebracht werden und es kann von einer zur anderen Kabine umgestiegen werden. Ab 10. Februar 2014 wurden die Aufzüge für rund zwei Monate bei laufendem Betrieb erneuert. Während der Fahrt kann man durch ein Fenster in der Decke der Kabine in den beleuchteten Fahrstuhlschacht oberhalb blicken.

### Antennenträger
Am obersten Schaftstück, das bis über den Turmkorb verläuft, ist der Antennenträger mit Bolzen verankert. In diesem Zwischenstück ist auf 248,7 Metern Höhe ein „Eisteller“ angebracht, der von der Antenne herabstürzendes Eis auffangen soll. Gleichzeitig dient der Teller einem montierten Eisenbahnkran als Basis, der bereits beim Bau der Turmkugel die einzelnen Fassadensegmente nach oben beförderte. Er wurde vom VEB Schwermaschinenbau S. M. Kirow Leipzig angefertigt. Seit Inbetriebnahme des Turmes wird der Kran mit einem 20-Meter-Ausleger als Hebezeug für Wartungsarbeiten verwendet und parkt mit nach unten eingeklapptem Arm in nordöstlicher Richtung.
Der Antennenträger ist 118 Meter lang, 245 Tonnen schwer und überwiegend aus Stahl gefertigt. Lediglich seine Spitze besteht aus Kunststoff-Zylindern; darin ist ein Tilgerpendel mit 1,5 Tonnen Masse für den Schwankungsausgleich untergebracht. 1997 wurde der Antennenträger ab 327 Metern Höhe mit einer leistungsfähigeren Antennenspitze versehen, die den Turm seitdem um drei Meter erhöht. Der Antennenträger hat an der Basis einen Durchmesser von vier Metern und verjüngt sich bis zur Spitze auf unter zwei Meter.
150 verschiedene Antennen für die Fernseh- und Radioübertragung (→ Frequenzen und Programme) sind auf dem Träger montiert. Von unten nach oben angeordnet befinden sich die Antennen für digitales Fernsehen (DVB-T2 HD), UKW-Radiosender und digitalen Rundfunk (DAB). Das Sendegebiet umfasst rund 20.000 Quadratkilometer in Berlin und seinem Umland und weist die höchste Radiodichte Deutschlands auf. Zusammen mit dem Sender Scholzplatz in der Heerstraße und dem Fernmeldeturm Berlin-Schäferberg in Wannsee bildet der Sender des Berliner Fernsehturms einen Senderverbund.

### Baustoffverbrauch
Beim Bau des insgesamt 26.000 Tonnen schweren Berliner Fernsehturms wurden folgende Baustoffe verbraucht: 7900 Kubikmeter Beton, 1650 Tonnen Rundstahl, 300 Tonnen Spannstahl sowie 1500 Tonnen Profilstahl. Der zur Profilierung verwendete Stahl verteilt sich auf das Fußgerüst mit 175 Tonnen, den Aufzugsschacht mit 390 Tonnen, die Antennenhalterung mit 70 Tonnen, das als Hilfskonstruktion angelegte Lehrgerüst für das Tragepodest mit 20 Tonnen, den Antennenträger mit 245 Tonnen und den Turmkopf mit 600 Tonnen.

### Fest- und Sicherheitsbeleuchtung
Traditionell wird ausschließlich an fünf Tagen im Jahr (1. Januar, 24. bis 26. sowie 31. Dezember) jeweils mit Beginn der Abenddämmerung die Festbeleuchtung des Berliner Fernsehturms eingeschaltet. Diese besteht aus sechs umlaufenden Lampenreihen im zylinderförmigen Antennengerüst oberhalb der Turmkugel, aus mehreren perlenkettenartigen Lampenreihen in der Turmkugel, von denen sich die leuchtstärkste im oberen Drittel derselben befindet, sowie aus zwei umlaufenden Lampenreihen an den beiden ringförmigen Evakuierungsbühnen unterhalb der Turmkugel. Zusätzlich wird, wie in anderen Nächten auch, die Unterseite der Turmkugel von Scheinwerfern angestrahlt. Diese in ihrer visuell imposanten Gesamtheit strikt den oben genannten Tagen vorbehaltene interne Festbeleuchtung mit ausschließlich weißen, stehenden Lichtern ist zu unterscheiden von meist farbigen, bewegten, sich verändernden Effektbeleuchtungen (oft mit Hilfe von externen Lasern) zu verschiedensten Anlässen, wie dem Festival of Lights oder Turmjubiläen.
Zur Flugsicherheit in unterschiedlichen Witterungslagen verfügt der Fernsehturm über mehrere Befeuerungseinrichtungen. Entlang des Schaftes sind Hindernisfeuer auf 91, 136, 181 Metern, sowie am Antennenträger auf 267, 303 und 329 Metern angebracht. Diese leuchten dauerhaft rot.
Oberhalb der Turmkugel auf 230 Metern sowie an der Spitze des Antennenträgers befinden sich zusätzliche, blinkende Gefahrenfeuer, die einen Drei-Sekunden-Zyklus aufweisen. Die Blinklichter werden automatisch bei Tageslicht auf weiße und bei Dunkelheit auf rote Lichtfarbe umgeschaltet.
Dieses System existiert seit September 2009 und löst eine frühere Anlage ab, die von Oktober 1989 an in Betrieb war. Anstelle der rot/weißen Blinklichter wurden hierbei (auch nachts) weißleuchtende Xenon-Blitzgeräte mit einem Blitzintervall von 1,5 Sekunden verwendet. Bis zum Wendeherbst 1989 entsprach die Befeuerungsphilosophie am Berliner Fernsehturm weitestgehend dem heutigen System mit roten Blinklichtern.
Seit Januar 2018 mit einer Unterbrechung im Monat März wird die Spitze des Berliner Fernsehturms von der Kugel aufwärts nachts mit Scheinwerfern weiß beleuchtet.

## Besucher und Tourismus
Der Berliner Fernsehturm ist nicht nur ein Sendeturm, sondern auch Wahrzeichen, Touristenattraktion und Veranstaltungsort. Auf dem europäischen Kontinent ist der Berliner Fernsehturm das dritthöchste öffentlich zugängliche Gebäude und der zweithöchste öffentlich zugängliche Aussichtspunkt Deutschlands. Seit Oktober 2017 bietet der Thyssenkrupp-Testturm in Rottweil die höchste öffentliche Aussichtsplattform Deutschlands.
Bereits in den ersten drei Jahren nach seiner Eröffnung besuchten über vier Millionen Menschen das Bauwerk. Nach der politischen Wende hat sich der Schnitt bei jährlich etwa 1,2 Millionen Besuchern aus rund 90 Ländern eingependelt. Davon stammten im Jahr 2010 rund 60 % aus dem Ausland, wovon Spanier mit 8,1 % diesen Anteil Besucher anführen, gefolgt von Italienern mit 7,6 % und Dänen mit 6,7 %. Damit kam der Turm im Jahr 2010 auf Platz 8 der beliebtesten deutschen Sehenswürdigkeiten. Die zulässige Gesamtpersonenzahl der Kugel beträgt 320 Personen. Von den täglich bis zu 5000 Gästen besuchen etwa 1500 das Turmrestaurant. Zu DDR-Zeiten war die Aufenthaltsdauer im Tele-Café auf 60 Minuten und im Aussichtsgeschoss auf 30 Minuten begrenzt.
Die zwei Besucheraufzüge fahren je zwölf Personen in rund 40 Sekunden zum Aussichtspunkt in 203 Metern Höhe, wo sich auch Berlins höchstgelegene Bar befindet. Von 60 Fenstern aus bietet sich hier ein Panoramablick über ganz Berlin und das Berliner Umland. 21 Stufen über der Aussichtsetage befindet sich das Drehrestaurant auf 207 Metern Höhe. Das Restaurant dreht sich innerhalb einer Stunde um 360°. Aus Brandschutzgründen befindet sich die Hauptküche am Fuße des Turms. Die Speisen werden mit dem Lift bis zum Restaurantgeschoss befördert, wo sie in einer kleinen Satellitenküche aufbereitet werden. Zum Brandschutzkonzept gehört neben den beiden Evakuierungsplattformen unterhalb des Turmkorbs ein striktes Rauchverbot im gesamten Bauwerk. Rollstuhlfahrern und Personen mit aktueller Gehbehinderung ist es nicht möglich, den Berliner Fernsehturm zu besuchen, da sie im Ernstfall nicht ohne fremde Hilfe den Fluchtweg benutzen könnten. Auch Tiere, Kinderwagen und große Gepäckstücke dürfen aus Sicherheitsgründen nicht mitgeführt werden.
Im Jahr 1972 wurde die Besuchermarke von insgesamt vier Millionen überschritten. Knapp 42 Jahre nach der Eröffnung, am 14. Juni 2011, begrüßte der Regierende Bürgermeister Klaus Wowereit den 50-Millionsten Besucher. Von der Aussichtsterrasse des Fernsehturms ist das gesamte Stadtgebiet zu überblicken. Bei guter Sicht reicht der Blick bis zum knapp 60 Kilometer entfernten Freizeitpark Tropical Islands.
Der für das touristische Publikum ganzjährig geöffnete Fernsehturm hat saisonal angepasste Öffnungszeiten. Die letzte Auffahrt zur Aussichtsetage erfolgt täglich um 23:30 Uhr, der letzte Zugang zum Restaurant um 23 Uhr. Der Publikumsbereich lässt sich für besondere Anlässe, Feiern, Empfänge und sonstige Events mit maximal 200 Gästen anmieten. Auch standesamtliche Trauungen sind auf dem Fernsehturm möglich. Der Barbereich auf der Aussichtsetage wird dafür für eine Stunde für das Brautpaar und die Hochzeitsgesellschaft von bis zu 30 Personen reserviert.
Auf dem Berliner Fernsehturm finden außerdem regelmäßig Veranstaltungen statt, die ein Treffpunkt für Einheimische und Gäste sind. Zur Fußball-Weltmeisterschaft 2018 bot der Fernsehturm erstmals ein Public Viewing an. Auf der Aussichtsetage und im Drehrestaurant wurden alle Spiele gezeigt, die auch im öffentlich-rechtlichen Fernsehen zu sehen waren.
- Rundumblick von der Aussichtsetage

## Urheberrechtsstreit
Aufgrund der langen und instabilen Planungs- und Baugeschichte und der damit verbundenen wechselnden Zuständigkeiten waren mehrere Architekten und Ingenieure am Bau des Fernsehturms beteiligt. Obwohl gerade im Sozialismus der Begriff des Kollektivs von großer Bedeutung ist, entbrannte bereits nach Fertigstellung 1969 ein Urheberrechtsstreit, der in diesem Ausmaß einzigartig in der DDR-Architekturgeschichte war. Namentlich nahmen Hermann Henselmann und die Architektengruppe des VEB Ipro Berlin um Fritz Dieter, Günter Franke und Werner Neumann für sich in Anspruch, allein und unabhängig die Gestalt des Bauwerks, insbesondere seinen kugelförmigen Kopfbau, konzeptionell entworfen zu haben. Da Gerhard Kosel als ursprünglicher Chefarchitekt abgesetzt wurde, blieb sein Name bis zum Fall der DDR vollkommen ungenannt. Kosel schaltete sich ab erst 1989 in den Streit als dritte Partei ein. Der Streit wurde über Jahrzehnte teilweise auf juristischem Weg ausgefochten.
Hermann Henselmann als Chef-Architekt beim Ost-Berliner Magistrat führte für seine Urheberschaft zwei Hauptargumente an: Erstens habe er mit dem „Turm der Signale“ bereits 1958/1959 einen Fernsehturm mit kugelförmigem Turmkorb entworfen und zweitens habe er als Leiter zweier Projektgruppen des Technischen Rates diese Form durchgesetzt. Obwohl Henselmanns Entwurf zweifelsohne eine starke Ähnlichkeit zum tatsächlich ausgeführten Bauwerk hat, existieren aus dem Entwurfszeitraum kaum stichhaltige Dokumente, die nachweisen, wie groß der Einfluss seines Entwurfes auf die Gestaltung des Fernseh- und UKW-Turms tatsächlich war. Zweifel an der Eindeutigkeit bleiben vor allem erhalten, weil es Henselmann nicht gelungen ist, die Ansprüche der Ipro-Architekten von Beginn an zu widerlegen. Er verstrickte sich zudem häufig in widersprüchliche Zeitangaben über bestimmte Entwürfe. Dennoch kann eine gewisse „Anregung“ nicht ausgeschlossen werden.
Die Ipro-Architekten geben hingegen an, ihren Entwurf unabhängig von Henselmanns Entwürfen oder Anregungen entwickelt zu haben. Sie gaben sogar an, Henselmanns Entwurf gar nicht gekannt zu haben. Diese Aussage erscheint unglaubwürdig, da der „Turm der Signale“ 1961 in der DDR-Architekturzeitschrift Deutsche Architektur veröffentlicht wurde. Ein Argument für die Ipro-Architekten ist, dass es eine Arbeitsanweisung gab, den Raumbedarf für den Turmkorb so zu gestalten, dass bei möglichst geringer Oberfläche ein maximales Volumen für die Sendetechnik, den Publikumsbedarf und die gewünschte Vollklimatisierung zur Verfügung zu stehen habe. Bei dieser Vorgabe ist die Kugel die einzig mögliche Lösung. Das Architektenkollektiv hat insgesamt 40 Turmkorbvarianten ausprobiert. Der eigentliche Vorschlag zur Kugel stammt von Fritz Dieter. Günter Franke stellte die notwendigen Schnittzeichnungen für die Berichte gegenüber den Behörden her. Die Rolle Henselmanns habe nur darin bestanden, die festgesetzte Form beim Technischen Rat durchzusetzen.
Gerhard Kosel, der von Juli 1964 bis Dezember 1965 Gesamtleiter des Bauvorhabens war, blieb nach seiner Absetzung in offiziellen Dokumenten stets unberücksichtigt. Kosel gab an, den heutigen Standort des Fernsehturms angeregt und noch vor Henselmanns Entwurf die Gestalt festgelegt zu haben. Durch seine Absetzung konnte seine Leistung am Projekt nicht gewürdigt werden. Kosels Beteiligung am Bau und seine Leistung in Bezug auf die Durchführung sind unstrittig. Allerdings sind keine Dokumente bekannt, die belegen konnten, dass die fragliche Urheberschaft ihm zuzurechnen sei.
Nachdem Kosel und Dieter den Standpunkt Henselmanns öffentlich angriffen, beantragte Henselmann am 22. Februar 1994 ein Ehrengerichtsverfahren bei der Berliner Architektenkammer. Da die Kammer ein solches Verfahren ablehnte, wurde ein Kolloquium einberufen und die drei hierzu geladen. Bei dieser Unterredung beharrten nach emotional stark aufgeladenem Austausch alle Kontrahenten auf ihrer Position. Im selben Jahr wandte sich Dieter an das Berliner Landgericht und wollte Henselmann untersagen lassen, sich öffentlich als Autor des Berliner Fernsehturms zu bezeichnen. Nach einer eidesstattlichen Erklärung Henselmanns musste Dieter seinen Antrag zurückziehen. Kosel versuchte durch die Medien, eine Publikation und den Berliner Senat seine Position durchzusetzen.
Die einzige umfassende Nennung der beteiligten Personen bleibt eine im August 1970 erschienene Ausgabe der Zeitschrift Deutsche Architektur, in der Fritz Dieter und Günter Franke für die architektonische Gestaltung genannt werden und Hermann Henselmann als künstlerischer Berater. Die Zeitschrift nannte die Ipro-Architekten erst nach mehreren Interventionen. Es darf davon ausgegangen werden, dass sich die Parteien durchaus gegenseitig beeinflusst und inspiriert haben. Wie hoch dieser Anteil der eigenschöpferischen Leistung war, ist nicht genau rekonstruierbar. Es ist fraglich, ob die tatsächliche Urheberschaft jemals geklärt werden kann, zumal Dieter (1931–2002), Franke wie auch Henselmann und Kosel inzwischen verstorben sind. Henselmann kann durch einen Beitrag des französischen Architekten Jean Faugeron inspiriert worden sein, dessen Wettbewerbsentwurf für West-Berlin 1957/1958 einen Fernsehturm vorsah, der in der perspektivischen Darstellung die Gestaltungsansätze des Berliner Fernsehturms vorwegnahm.

## Rezeption

### Architektur
Mit dem kugelförmigen Turmkopf unterscheidet sich der Berliner Fernsehturm besonders deutlich von den bis dahin gebauten Fernsehtürmen, die zumeist zylindrische, kegelförmige oder scheibenförmige Auskragungen besitzen. Damit ist er ein Unikat und hebt sich von anderen Bauwerken seiner Art ab. Die Kugelform hat die Eigenschaft, dass sie unabhängig vom Standpunkt immer gleichermaßen als solche erkennbar ist. Bei anderen Formen verliert sich die Form vor allem bei starker Untersicht.
Die Formgebung wird zum wichtigsten Repräsentanten der „Sputnik-Ikonografie“ in der DDR, die die Erfolge des sowjetischen Weltraumprogramms rezipierte. Damit assoziiert ist das Bild der „Fernsehturm-Rakete“, was bereits durch die Form der Fußumbauung unterstützt wird. Andere Architekturbeispiele dieser Zeit sind das heutige Café Moskau mit Sputnik-Schmuck am Dach und das mit „Triebwerkslampen“ ausgestattete Kino International. Auch im Haus des Lehrers und im ehemaligen Staatsratsgebäude finden sich Anleihen an die Weltraum-Motive. Die Kugel des Fernsehturms steht dabei für den Satelliten, der vom dynamischen Schaft getragen zum Himmel emporstrebt.
Die Architektur verarbeitete die Kugelform schon vor Errichtung des Berliner Fernsehturms wie beispielsweise in der geodätischen Kuppel Biosphère von Richard Buckminster Fuller zur Expo 67 oder dem Dresdner Kugelhaus aus den 1920er Jahren. Die Verwendung der Kugelform für einen Turm war ein Novum. Aufgrund des starken Repräsentanzcharakters war Ende der 1960er und Anfang der 1970er Jahre das Bauwerk daher Wegbereiter für eine kurzfristige architektonisch-städtebauliche Strömung in der DDR. Bauwerke von wichtigen Städten des Landes sollten mit dominanten Hochhausbauten ausgestattet werden, deren Formensprache bildkünstlerisch auf die Funktion oder Region Bezug nehmen sollte. So entstanden beispielsweise das Leipziger Universitätshochhaus, dessen Form an ein aufgeschlagenes Buch erinnern soll, und der Jentower, dessen Grundform an Fernrohr und Linse angelehnt ist. Für ein nicht verwirklichtes Haus der Wissenschaft, Bildung und Kultur in Rostock war ein Schiffsbug als Form vorgesehen und das Haus des Schwermaschinenbaus in Magdeburg sollte eine Schraube darstellen. Wegen der teilweise überdeutlichen Ikonizität werden diese Bauwerke oft als architektonisch weniger gelungen angesehen. Auch wenn der Fernsehturm die Anleihe an die Satellitenform verfolgt, steht seine Form ohne den ideologischen Überbau für sich selbst, was ihn deutlich zeitloser und universeller wirken lässt. Der Kunsthistoriker Peter Müller bezeichnet ihn sogar als bedeutendstes Bauwerk, das die DDR-Architektur in ihrer Geschichte hervorgebracht habe.
Türme, die eine Kugelform aufnehmen, entstanden in den nachfolgenden Jahren auch im Ausland. Ende der 1970er Jahre wurde in der Bundesrepublik der Fernmeldeturm Nürnberg errichtet, dessen eiförmiger Turmkorb zwar eine Abwandlung der Kugel ist, aber dennoch der Form des Berliner Fernsehturms sehr nahekommt. Allerdings ist dies architektonisch nicht so konsequent umgesetzt, da der obere Teil die Form durch die Antennenplattformen nur andeutet. Die drei Kuwait Towers sind nicht nur formal deutlich am Berliner Vorbild angelehnt. In den 1970er Jahren wollte der kuwaitische Bauträger den Auftrag gerne an dieselben DDR-Unternehmen vergeben, die den Fernsehturm erbaut hatten. Trotz der Bevorzugung von Kuwait gelang es der DDR nicht, den Zuschlag für das Projekt zu erhalten. Die Wassertürme mit kugelförmigem Wasserreservoir wurden von schwedischen Gesellschaften errichtet. Ein weiterer Turm mit kugelförmigem Teil ist der 81 Meter hohe Sunsphere, der für die Weltausstellung 1982 in Knoxville (Tennessee) als Wahrzeichen errichtet wurde. Ein ähnlicher Turm entstand bereits einige Jahre zuvor in Dallas mit dem 171 Meter hohen Reunion Tower, der einen allerdings zylindrischen, von einem Kugelgeflecht überspannten, Turmkorb aufweist. Der Oriental Pearl Tower in Shanghai aus den 1990er Jahren zitiert das Kugelmotiv mehrfach, was an eine Perlenkette erinnern soll.
- Türme mit Kugelformen
- Fernmeldeturm Nürnberg
- Kuwait Towers
- Reunion Tower, Dallas
- Sunsphere, Knoxville (Tennessee)
- Oriental Pearl Tower, Shanghai

Die in den Jahren 1968–1972 entstandene Fußumbauung mit den drei Pavillons und den expressiv ausgeformten Kragfaltendächern unterstützen durch ihre Form und Anordnung das aeronautische Motiv. Die Dachkonstruktion mit ihren auf- und abgesenkten Formen kann als Flügelschlag eines Vogels interpretiert werden. Diese Architektur ist bezeichnend für die internationale Moderne nach dem Zweiten Weltkrieg. Die in den 1960er Jahren angelegte Hauptstadt Brasiliens, Brasília, lehnt ihren Grundriss an einen Vogel mit ausgebreiteten Schwingen an (portugiesisch Plano Piloto ‚Leitplan‘) und Eero Saarinens Empfangsgebäude (TWA-Terminal) auf dem New Yorker John F. Kennedy International Airport löst ähnliche Assoziationen aus.

### Vom politischen Symbol zum Wahrzeichen für Berlin und Deutschland
Die vergleichsweise einfache Grundform des Berliner Fernsehturms machte ihn zu einem leicht wiedererkennbaren und reproduzierbaren Wahrzeichen, das in Kunst und Kultur sowie in die Alltagswahrnehmung Einzug hielt. Der Fernsehturm war der notwendige Zweckbau, um der katastrophalen Sendeversorgung Ost-Berlins entgegenzuwirken. Trotz seiner architektonisch einmaligen Gestaltung war er lediglich ein Mittel zum Zweck und damit zum „Ersatzzeichen“ für das gescheiterte Konzept des Zentralgebäudes geworden. Der Fernsehturm diente auch dazu, die neue selbstbewusste Rhetorik aus der ein Jahr vor seiner Fertigstellung verabschiedeten „sozialistischen“ DDR-Verfassung von 1968 zu übermitteln. Alle offiziellen Dokumente führten die Bezeichnung Fernseh- und UKW-Turm Berlin Hauptstadt der DDR. Gleichzeitig wurde er in der DDR zur Chiffre für Großstadt und Modernität.
Die Verherrlichung des Bauwerks durch das DDR-Regime rief eine mehr oder weniger subtile Gegenpropaganda hervor, die sich durch Verhöhnung oder verschiedene, meist auf Gerüchten basierende Anekdoten ausdrückte. Dazu zählt die in Anspielung auf die atheistische Grundhaltung der sozialistischen Regierung und die Diskriminierung kirchlicher Einrichtungen in der DDR als „Rache des Papstes“ bekannt gewordene Erscheinung. Sie fußt auf der Tatsache, dass bei entsprechender Sonneneinstrahlung auf der Turmkugel eine kreuzförmige Reflexion sichtbar wird. Verschiedene Anekdoten – bis hin zum Abriss des Turms – kursierten darüber, dass dem Regime diese Lichterscheinung ein Dorn im Auge sei und fieberhaft versucht werde, sie zu beseitigen. Zwar sind IM-Untersuchungen zu diesem Thema dokumentiert, aber es gibt keinen Hinweis darauf, dass es radikale Vorschläge zur Beseitigung des Lichtkreuzes wirklich gab. Dennoch hielten sich die Geschichten darum besonders in der Zeit des Kalten Krieges. Der Turm erhielt nach Walter Ulbricht den Spitznamen „St. Walter“. Daraufhin soll das SED-Zentralorgan Neues Deutschland mit dem gespreizten Begriff „Telespargel“ versucht haben, einen Kosenamen zu etablieren, um dem verhöhnend empfundenen Begriff etwas Positives entgegenzustellen. Er konnte sich jedoch nicht durchsetzen. Die Gerüchte um die Reflexion und ihre Folgen gipfelten darin, dass US-Präsident Ronald Reagan in seiner bekannten Rede vor dem Brandenburger Tor am 12. Juni 1987 diese aufgriff und behauptete, die Ost-Berliner Behörden hätten seit dem Bau des Fernsehturms „immer wieder mit dem Einsatz von Farbe und Chemikalien vergeblich versucht, die Lichtreflexion an der Glaskugel [sic!] zu verhindern“.

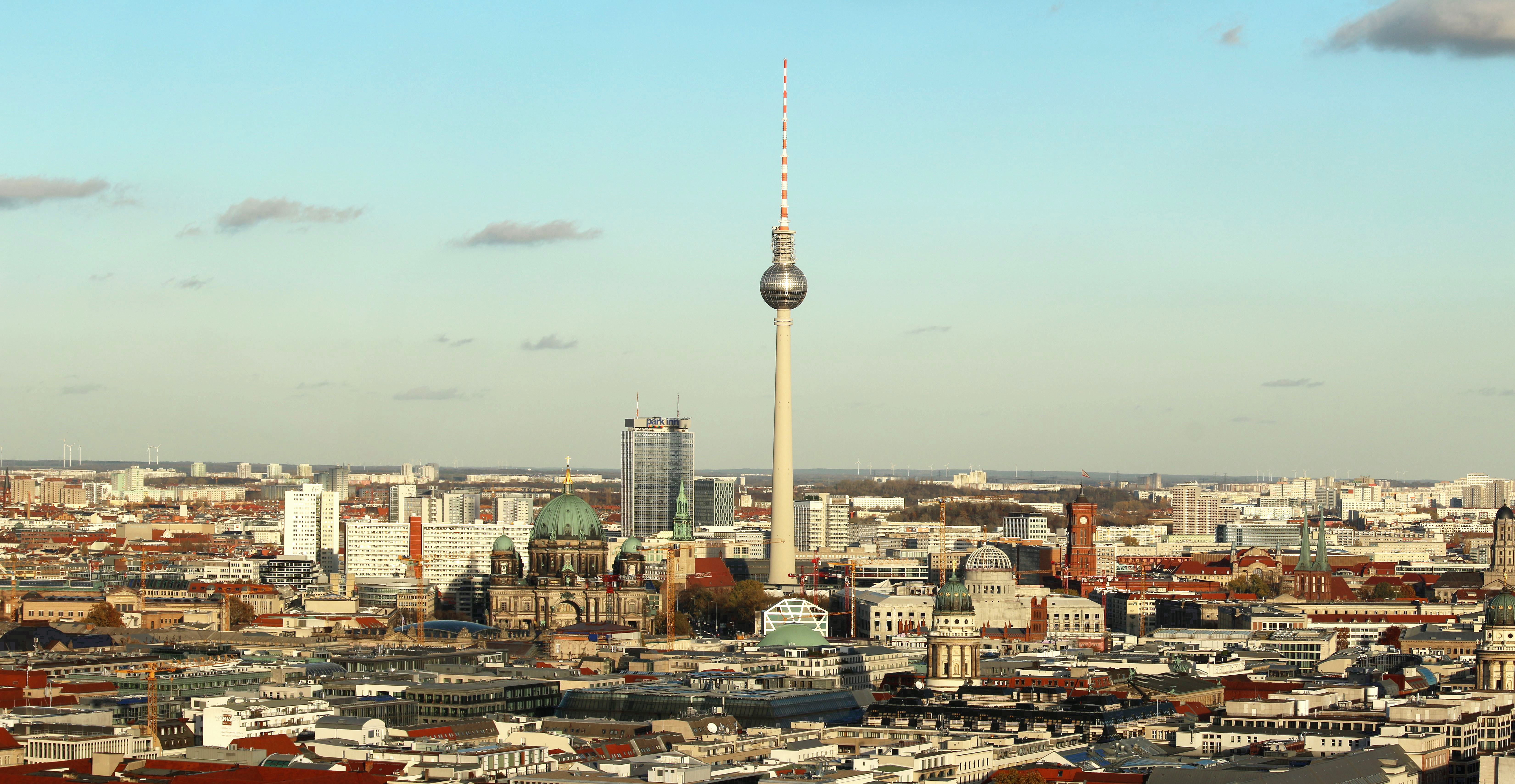
Fernsehturm als stadtbildprägender Bau

Nachdem in der DDR-Zeit der Berliner Fernsehturm zum umstrittenen baulichen Nationalsymbol emporstieg, trat mit dem Zusammenbruch der DDR seine Symbolhaftigkeit zurück. Die übersteigerte Bedeutung des Fernsehturms verlor im wiedervereinigten Deutschland ihre Basis. Mit der nach dem Fall der Mauer aufgekommenen Ost-Nostalgie vollzog der Berliner Fernsehturm die Wandlung vom politisch stark vereinnahmten und verklärten Symbol zu einem Wahrzeichen, das zu ganz Berlin gehört, speziell zur neuen Mitte-Szene. Das ist in dieser Form kaum einem anderen Ost-Bauwerk geglückt. Das Design wird bisweilen geschätzt und gepflegt und gilt als „Retro-Chic“. Seit den 2000er Jahren wird der Fernsehturm vermehrt auf Firmenlogos dargestellt. Er dient beispielsweise kleineren Schallplattenfirmen als einprägsames Symbol der medialen Kommunikation und ziert Plakate von Kulturveranstaltungen als Ausdruck lokaler Verbundenheit. Bis Mitte der 2000er Jahre war sein Sinngehalt eher Berlin-spezifisch und Einschätzungen zufolge habe er als nationales Symbol eher ausgedient. Nicht zuletzt wegen seiner universell-zeitlosen und damit unpolitischen Formensprache erstarkte aufgrund wachsender Besucherzahlen der Symbolcharakter des Berliner Fernsehturms ab den 2010er Jahren wieder. In einer Umfrage der Deutschen Zentrale für Tourismus gehört der Berliner Fernsehturm zu den beliebtesten Sehenswürdigkeiten des Reiselandes Deutschland und liegt sogar zwei Plätze vor der Reichstagskuppel. Damit ist er wieder als gesamtdeutsche Sehenswürdigkeit akzeptiert und nimmt aufgrund seiner markanten und stadtbildprägenden Gestalt eine Symbolhaftigkeit an, die ihn mit einem Wiedererkennungswert ausstattet, der im In- und Ausland mit Berlin und Deutschland identifiziert wird.

### Der Fernsehturm auf Gebrauchsgrafiken und Briefmarken
Die DDR nutzte das repräsentative Wahrzeichen auch als Gebrauchsgrafik, meist begleitet von propagandistischen Parolen, die Stärke, Leistungsfähigkeit und damit die Überlegenheit über die kapitalistischen Staaten verdeutlichen sollte. Der Fernsehturm war in Kinderzeitschriften, Grafiken der FDJ, auf Plakaten, Briefmarken, Urkunden, Medaillen und diversen weiteren Gegenständen allgegenwärtig. Die Silhouette des Bauwerks wurde regelmäßig für Agitprop, Tourismus, Freundschaftsbekundungen zum sowjetischen Bruderstaat, Jubiläen, Feste und Paraden genutzt.
Allein die Deutsche Post der DDR gab in der Zeit von seiner Fertigstellung bis zur Wiedervereinigung im Jahr 1990 weit über ein Dutzend Briefmarken heraus, die den Turm als Hauptmotiv, als Beiwerk in der Stadtsilhouette oder als stilisierte Form darstellten, darunter drei Blockausgaben. Bereits im Eröffnungsjahr 1969 gab die Deutsche Post der DDR fünf Sondermarken heraus, die den Turm zum Motiv hatten. Auf der Rückseite der blauen 100-Mark-Banknote der DDR war neben dem Roten Rathaus auch der Fernsehturm abgebildet. Bis zur politischen Wende wurde in der Bundesrepublik der Berliner Fernsehturm kaum rezipiert. Lediglich auf einer Sondermarke zur 750-Jahr-Feier Berlins war 1987 (Gemeinschaftsausgabe mit der Deutschen Bundespost Berlin im Jahr 1987) der Turm in einer hellrosa dargestellten Silhouette im Hintergrund zu sehen.

### Kunst und Kultur
| Der Fernsehturm ist groß und schlank, groß und schlank, groß und schlank und hat ein Bäuchlein blitzeblank, Bäuchlein blitzeblank, Bäuchlein blitzeblank. Da ist kein Magen drin, nee, nee, sondern ein Fernsehturmcafé. Groß und schlank, blitzeblank, Fernsehturmcafé. Komposition: Hans Naumilkat, Text: Helmut Stöhr |

Während der DDR-Zeit wurde von Helmut Stöhr der Liedtext Unser Fernsehturm (Was ist in unserem Spreeathen) der Jungen Pioniere gedichtet und als Fernsehturmlied vertont. Die Melodie komponierte Hans Naumilkat. Die Kinderzeitschrift Bummi veröffentlichte das Fernsehturmlied 1975. Weitere Kinder- und Jugendzeitschriften wie Atze oder FRÖSI verwendeten den Fernsehturm in Bildern, Grafiken oder Geschichten. Der Grad der ideologischen Inhalte stieg dabei mit dem Alter der Zielgruppe. Selbst das Sandmännchen des DDR-Fernsehens präsentierte in einer Folge den zum 20. Geburtstag der DDR gerade fertiggestellten Turm.
Außerdem wurden als Souvenirs Fernsehturmmodelle in verschiedenen Größen, auch als Kinderspielzeug zum Zusammenstecken aus Kunststoff verkauft. Die Speisekarte des Turmrestaurant hatte die Form der Turmkugel und die Gäste konnten sie mitnehmen.

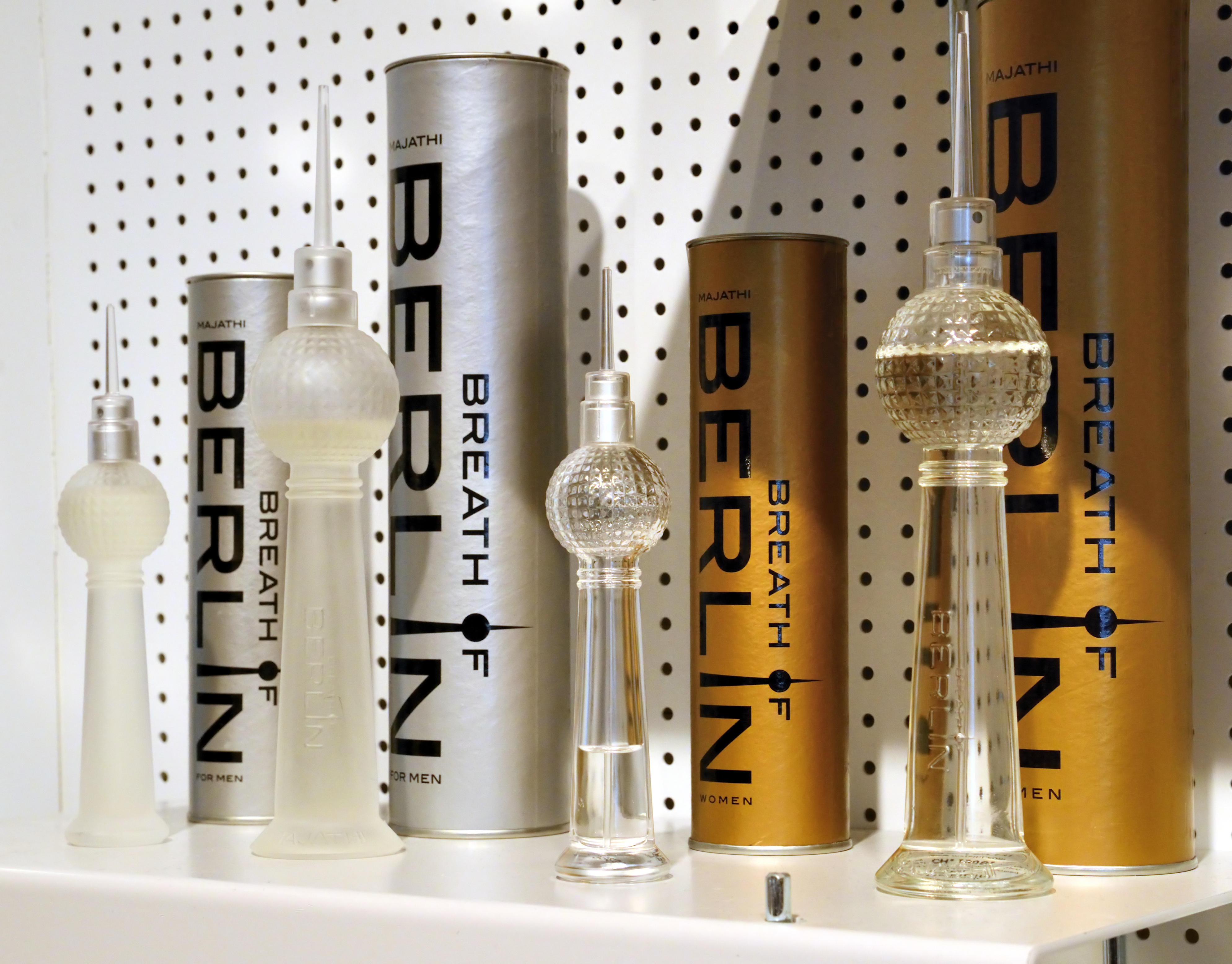
Parfümflakons in Form des Berliner Fernsehturms

Die markante Silhouette des Turms wird vielfältig verwendet, etwa für Logos

Nach der politischen Wende vergingen noch mehr als zehn Jahre, bis Künstler das Objekt Fernsehturm wieder aufgriffen; dies geschah besonders in der Musik und in der Berliner Szene. Das Berliner DJ-Duo Lexy & K-Paul veröffentlichte 2002 das Lied Der Fernsehturm, der eine Hommage an das Bauwerk und die Stadt Berlin darstellt. Auch in Musikvideos, die in Berlin spielen, wird er häufig gezeigt; er avancierte damit zu einem Synonym für Berlin und zum Erkennungsmerkmal der Stadt schlechthin.
Die Filmindustrie entdeckte den starken Wahrzeichencharakter ebenfalls für sich, sodass in Berlin spielende Filme zunehmend den Turm kurz einblenden, damit der Zuschauer sofort den Handlungsort erkennt. Bereits während seiner Erbauung wurde in der Komödie Ein Lord am Alexanderplatz der unfertige Turm gezeigt. Der Arbeitsort der Hauptdarstellerin in der DEFA-Produktion Hostess von 1976 ist der Berliner Fernsehturm. In der Romanverfilmung Der Zimmerspringbrunnen baute die arbeitslose Hauptfigur ein wasserspeiendes Fernsehturm-Modell, das sich unerwartet als Verkaufserfolg entpuppt. Im deutschen Katastrophenfilm Das Inferno – Flammen über Berlin wurde das Bauwerk selbst zum Ort des Geschehens, als ein Brand im Turmrestaurant ausbrach. Aus Sicherheitsgründen wurden die Szenen in originalgetreuen Kulissen nachgestellt. Der Kinofilm Die Bourne Verschwörung von 2004 zeigt den Fernsehturm in mehreren Einstellungen. Die von 2005 bis 2007 ausgestrahlte Telenovela Verliebt in Berlin verwendete den Fernsehturm in ihrem Logo.
Neben den üblichen Souvenirs ist auch ein gläserner Parfümflakon in Form des Turms erhältlich. Eine lokale Manufaktur bietet unter dem Namen Berlin Flower Tower eine Samenbombe in Gestalt des Fernsehturms an, die Samen Berliner Wildpflanzen enthält. In der Werbeindustrie wurde der Fernsehturm besonders von – mit der Stadt Berlin in Beziehung stehenden – Unternehmen zahlreich zitiert. Besondere Bekanntheit erlangte die Werbung des Bierherstellers Berliner Kindl, die in einem Plakat eine Bierflasche darstellte, in deren Schattenwurf sich der Berliner Fernsehturm abzeichnet. Der Modelleisenbahn-Zubehörhersteller Faller hat einen – dem Berliner Fernsehturm nachempfundenen – mehrteiligen Bausatz herausgebracht.
Anlässlich der Mailänder Möbelmesse 2008 (Salone del Mobile) erhielt der Berliner Fernsehturm als temporäre Kunstinstallation eine künstlerische Rezeption. Die stilisierte Turmkugel mit rot-weißer Antennenspitze diente der Messe als 15 Meter hoher geodätischer Dom (Berlin Design Dome) sowie als Treffpunkt und Ausstellungsraum. Der Berliner Verein c-base verwendet den Fernsehturm in seinem Logo und gestaltet mit ihm einen fiktiven Gründungsmythos, in dem der Turm lediglich die aus dem Boden ragende Antenne einer in Berlin-Mitte abgestürzten Raumstation sei.

## Frequenzen und Programme

### Analoges Radio (UKW-Rundfunk)
Von den unterschiedlich hohen UKW-Antennen werden insgesamt 19 Radioprogramme abgestrahlt. Deren Sendeleistung reicht von 0,5 bis 100 kW. Der technische Betrieb erfolgt nach der Öffnung des Marktes durch unterschiedliche Sendernetzbetreiber, u. a. die Uplink Network GmbH.
Der Privatsender BB Radio nutzte seine für den Fernsehturm koordinierte Frequenz 107,5 MHz mit erlaubten 100 kW bis zum 12. Dezember 2016 aus Kostengründen alternativ vom Fernmeldeturm Berlin-Schäferberg mit nur 13 kW. Seitdem sendet es mit einer Sendeleistung von 40 kW vom ursprünglich koordinierten Fernsehturm. Das Programm Fritz vom RBB darf vom Berliner Fernsehturm mit maximal 100 kW senden.
Beim Antennendiagramm sind im Falle gerichteter Strahlung die Hauptstrahlrichtungen in Grad angegeben.
| Frequenz (MHz) | Programm                  | RDS PS            | RDS PI | Regionali- sierung | ERP (kW) | Antennen- diagramm rund (ND)/ gerichtet (D) | Polari- sation horizontal (H)/ vertikal (V) | Frühere Programme                                               |
| -------------- | ------------------------- | ----------------- | ------ | ------------------ | -------- | ------------------------------------------- | ------------------------------------------- | --------------------------------------------------------------- |
| 87,9           | Star FM                   | STAR_FM_          | 1023   | –                  | 1        | ND                                          | H                                           | AFN Berlin; Charlie 87,9                                        |
| 89,6           | Deutschlandfunk Kultur    | Dlf_Kult          | D220   | –                  | 20       | ND                                          | H                                           | RIAS 1 1)                                                       |
| 90,2           | Radio Teddy               | _RADIO__/_TEDDY__ | 1B2E   | –                  | 16       | ND                                          | H                                           | BBC World Service                                               |
| 91,4           | Berliner Rundfunk 91.4    | BRF_91.4          | D32C   | –                  | 100      | ND                                          | H                                           | Berliner Rundfunk (Rundfunk der DDR)                            |
| 93,6           | Jam FM                    | _JAM_FM_          | 10B2   | –                  | 2,4      | D (330°-280°)                               | H                                           | FFB 1); rfi; NewsTalk 93,6; Berlin aktuell 93,6; FAZ-Radio 93,6 |
| 94,3           | 94,3 RS2                  | 94,3_RS2          | D32B   | –                  | 25       | ND                                          | H                                           | RIAS 2 1)                                                       |
| 95,8           | Radio Eins (rbb)          | _radio1_/vom_rbb_ | D332   | –                  | 100      | ND                                          | H                                           | Radio DDR I; Radio Brandenburg                                  |
| 97,7           | Deutschlandfunk           | __Dlf___          | D210   | –                  | 100      | ND                                          | H                                           | Stimme der DDR; Deutschlandsender Kultur                        |
| 98,2           | Radio Paradiso            | PARADISO          | 1021   | –                  | 0,8      | ND                                          | H                                           |                                                                 |
| 98,8           | 98.8 Kiss FM              | _KISS_FM          | 1024   | –                  | 1        | ND                                          | H                                           | BFBS 1)                                                         |
| 99,7           | Antenne Brandenburg (rbb) | Antenne_/vom_rbb_ | D431   | Potsdam            | 100      | ND                                          | H                                           | Radio DDR II/Sender Frankfurt                                   |
| 100,6          | Flux FM                   | _FluxFM_          | 1028   | –                  | 12,6     | ND                                          | H                                           | Hundert,6/Radio 100 1)                                          |
| 101,3          | Klassik Radio             | KLASSIK_          | D75B   | Berlin             | 4        | ND                                          | H                                           | Info101                                                         |
| 101,9          | Radyo Metropol FM         | metropol          | 102B   | –                  | 0,5      | ND                                          | H                                           | JazzRadio 106.8                                                 |
| 102,6          | Fritz (rbb)               | _Fritz__/vom_rbb_ | D333   | –                  | 15       | ND                                          | H                                           | DT64; Rockradio B                                               |
| 103,4          | Energy Berlin (NRJ)       | _ENERGY_/_BERLIN_ | 132F   | –                  | 8        | ND                                          | H                                           | Radio 100 1)                                                    |
| 104,6          | 104.6 RTL                 | 104.6RTL          | D42A   | –                  | 10       | ND                                          | H                                           | –                                                               |
| 105,5          | 105’5 Spreeradio          | SPREE___          | D52F   | –                  | 5        | ND                                          | H                                           | Radio 50 Plus                                                   |
| 106,0          | Schlager Radio            | Schlager          | 1735   | –                  | 1        | D (50°-20°)                                 | H                                           | SFB-Messeradio 1), Radio France Internationale                  |
| 107,5          | BB Radio                  | BB_RADIO          | D338   | Potsdam/Berlin     | 40       | ND                                          | H                                           | –                                                               |

### Digitales Radio (DAB)
DAB wird meist in horizontaler Polarisation und im Gleichwellenbetrieb mit anderen Sendern ausgestrahlt. Für den Kanal 12D werden vertikale Strahler in niedrigerer Höhe verwendet.
| Block                            | Programme | ERP (kW) | Antennen- diagramm rund (ND)/ gerichtet (D) | Gleichwellennetz (SFN) |
| -------------------------------- | --- | -------- | ------------------------------------------- | --- |
| 5C DRDeutschland (D__00188)      | DAB+ Block der Media Broadcast: - Absolut relax (72 kbps) - Dlf (104 kbps) - Dlf Kultur (112 kbps) - Dlf Nova (104 kbps) - DRadio DokDeb (48 kbps) - Energy Digital (72 kbps) - ERF Plus (64 kbps) - Klassik Radio (72 kbps) - Radio Bob (72 kbps) - Radio Horeb (48 kbps) - Radio Schlagerparadies (64 kbps) - Schwarzwaldradio (64 kbps) - sunshine live (72 kbps) - DRadio Daten (32 kbps Daten) - EPG Deutschland (16 kbps Daten) - TPEG (16 kbps Daten) - TPEG_MM (16 kbps Daten)                                                        | 10       | ND                                          | - Baden-Württemberg: Aalen, Baden-Baden (Fremersberg), Bad Mergentheim, Blauen, Brandenkopf, Donaueschingen, Feldberg im Schwarzwald, Freiburg (Vogtsburg-Totenkopf), Geislingen (Oberböhringen), Großerlach (Hohe Brach), Heidelberg (Königstuhl), Heilbronn (Schweinsberg), Hochrhein (Rickenbach), Hornisgrinde, Pforzheim (Schömberg-Langenbrand), Raichberg, Ravensburg (Höchsten), Reutlingen, Stuttgart (Frauenkopf), Ulm (Kuhberg) - Bayern: Amberg (Hirschau), Aschaffenburg (Pfaffenberg), Augsburg (Hotelturm), Bad Tölz (Gaißach), Balderschwang, Bamberg (Geisberg), Büttelberg, Brotjacklriegel, Dillberg, Grünten, Herzogstand, Hochberg (Traunstein), Hoher Bogen, Inntal (Ebbs), Ingolstadt (Gelbelsee), Kreuzberg/Rhön, Landshut (Altdorf), München (Olympiaturm), Nennslingen (Büchelberg), Nürnberg, Oberammergau, Ochsenkopf, Passau, Pfänder, Pfaffenhofen, Pfarrkirchen, Pfronten, Regensburg (Hohe Linie), Unterringingen, Untersberg, Wendelstein (Bayrischzell), Würzburg (Frankenwarte) - Berlin: Berlin (Alexanderplatz), Berlin (Scholzplatz) - Brandenburg: Bad Belzig, Booßen, Brandenburg/Havel, Calau, Casekow, Cottbus, Eberswalde (geplant), Eisenhüttenstadt, Neuruppin (geplant), Petkus, Pritzwalk, Templin - Bremen: Bremen (Walle), Bremerhaven-Schiffdorf - Hamburg: Hamburg (Moorfleet), Hamburg (Heinrich-Hertz-Turm) - Hessen: Bad Hersfeld (Rimberg), Biedenkopf (Sackpfeife), Fulda (Hummelskopf), Frankfurt (Europaturm), Gelnhausen (Schnepfenkopf), Gießen (Dünsberg), Großer Feldberg, Hardberg, Hohe Wurzel, Hoher Meißner, Kassel (Habichtswald), Mainz-Kastel - Mecklenburg-Vorpommern: Garz (Rügen), Güstrow, Malchin, Neubrandenburg-Süd, Neustrelitz (geplant), Rostock (Toitenwinkel), Röbel, Schwerin (Zippendorf-Gr.Dreesch), Torgelow, Wismar/Rüggow, Züssow - Niedersachsen: Aurich-Popens, Braunschweig (Broitzem), Braunschweig (Drachenberg), Cuxhaven-Stadt, Dannenberg, Göttingen (Bovenden-Osterberg), Hannover (Telemax), Lingen, Lüneburg-Neu Wendhausen, Molbergen-Peheim, Osnabrück (Bramsche-Schleptruper Egge), Hildesheim (Sibbesse), Steinkimmen, Uelzen, Visselhövede, Wilhelmshaven - Nordrhein-Westfalen: Aachen (Karlshöhe), Bergneustadt-Wiedenest (R), Bielefeld (Hünenburg), Bonn (Venusberg), Dortmund (Florianturm), Düsseldorf (Rheinturm), Eggegebirge, Herscheid, Hochsauerland (Hunau), Hürtgenwald-Großhau, Köln (Colonius), Langenberg, Lügde-Rischenau (Köterberg), Meschede (geplant), Minden (Jakobsberg), Münster (Fernmeldeturm), Schöppingen, Siegen-Süd, Wesel - Rheinland-Pfalz: Bad Kreuznach (Schanzenkopf), Bad Marienberg (Westerwald), Bornberg, Daun (Eifel), Edenkoben (Kalmit), Heckenbach-Schöneberg (Ahrweiler), Haardtkopf (geplant), Idar-Oberstein, Kaiserslautern, Kettrichhof, Koblenz (Kühkopf), Schnee-Eifel (geplant), Trier (Petrisberg) - Saarland: Merzig-Merchingen, Saarbrücken (Schoksberg) - Sachsen: Chemnitz, Dresden, Geyer, Leipzig, Löbau, Neustadt, Niederschöna (geplant), Oschatz, Schöneck, Zwickau Ost - Sachsen-Anhalt: Brocken, Burg, Dequede, Petersberg, Pettstädt (Weißenfels), Schneidlingen, Wittenberg - Schleswig-Holstein: Bungsberg, Bredstedt, Flensburg, Garding, Heide, Helgoland, Hennstedt, Itzehoe, Kiel (Kronshagen), Lübeck (Stockelsdorf), Schleswig, Niebüll (Süderlügum), Westerland (Sylt) - Thüringen: Bleßberg (Sonneberg), Erfurt-Hochheim, Gera, Inselsberg, Jena (Oßmaritz), Kulpenberg, Lobenstein (Sieglitzberg), Saalfeld (Remda), Weimar (Ettersberg) |
| 5D Antenne DE (D__00364)         | DAB-Block von Antenne Deutschland: - 80s80s (72 kbps) - 90s90s (72 kbps) - Absolut Bella (72 kbps) - Absolut Germany (72 kbps) - Absolut Hot (72 kbps) - Absolut Oldie (72 kbps) - Absolut Top 2000er (72 kbps) - AIDAradio (72 kbps) - Ballermann Radio (72 kbps) - Beats Radio (72 kbps) - Brillux Radio (72 kbps) - Nostalgie (72 kbps) - Oldie Antenne (72 kbps) - RTL Radio (72 kbps) - Rock Antenne (72 kbps) - Toggo Radio (72 kbps)                                                                                                   | 10       | ND                                          | - Bayern: Amberg (Hirschau), Bamberg (Geisberg), Ingolstadt (Gelbelsee), Kreuzberg/Rhön, Nürnberg, Ochsenkopf, Pfaffenhofen, Regensburg (Hohe Linie), Würzburg (Frankenwarte) - Berlin: Berlin (Alexanderplatz), Berlin (Scholzplatz) - Brandenburg: Casekow, Cottbus, Pritzwalk - Bremen: Bremen (Walle) - Hamburg: Hamburg (Heinrich-Hertz-Turm) - Mecklenburg-Vorpommern: Rostock (Toitenwinkel), Schwerin (Zippendorf-Gr.Dreesch), Züssow - Niedersachsen: Braunschweig (Broitzem), Cuxhaven-Stadt, Göttingen (Bovenden-Osterberg), Hannover (Telemax), Hildesheim (Sibbesse/Griesberg), Lüneburg-Neu Wendhausen, Molbergen-Peheim, Osnabrück (Bramsche-Schleptruper Egge), Visselhövede - Nordrhein-Westfalen: Bielefeld (Hünenburg), Minden (Jakobsberg) - Sachsen: Dresden, Geyer, Leipzig, Löbau/Schafberg, Oschatz, Schöneck - Sachsen-Anhalt: Brocken, Burg, Petersberg, Wittenberg - Schleswig-Holstein: Flensburg, Heide, Kiel (Kronshagen), Lübeck (Stockelsdorf) - Thüringen: Erfurt-Hochheim, Gera, Inselsberg, Jena (Oßmaritz), Kulpenberg, Lobenstein (Sieglitzberg), Weimar (Ettersberg) |
| 7B Berlin/Brandenburg (D__00245) | DAB+-Block der Media Broadcast - 106.4 pure fm (72 kbps) - ByteFM (72 kbps) - Discofox Antenne(72 kbps) - Jam FM (72 kbps) - Kiss FM (72 kbps) - Metropol FM (72 kbps) - Maxx FM (72 kbps) - Mega Radio Mix (72 kbps) - Radio Orient (72 kbps) - Radio Gold (72 kbps) - Radio Holiday (72 kbps) - Radio Paradiso (72 kbps) - Radio Teddy (72 kbps) - Star*Sat Radio (72 kbps) | 10       | ND                                          | Berliner Fernsehturm |
| 7D Berlin/Brandenburg (D__00246) | DAB+-Block vom rbb: - Antenne Brandenburg (P) (80 kbps) - rbb 88.8 (88 kbps) - radio1 (P) (88 kbps) - Fritz (88 kbps) - rbb24 Inforadio (64 kbps) - radio3 vom rbb (96 kbps) - Die Maus (80 kbps) - BR Heimat (128 kbps) - BR-Klassik (144 kbps) - rbb EPG (16 kbps Daten) - rbb TPEG (16 kbps Daten) | 10       | ND                                          | Berliner Fernsehturm, Berlin (Scholzplatz) |
| 12D Berlin/BRBG K12D (D__00012)  | DAB+-Block der Media Broadcast: - 94,3 rs2 (72 kbps) - 104.6 RTL (72 kbps) - 105.5 Spreeradio (72 kbps) - BB Radio (72 kbps) - bigFM Berlin (72 kbps) - BRF 91.4 (72 kbps) - Energy Berlin (72 kbps) - ERF Jess (72 kbps) - Power Radio (72 kbps) - Schlager Radio (72 kbps) - Radio Cottbus (72 kbps) - Radio Paloma (72 kbps) - Radio Potsdam (72 kbps) - Star FM Rock (72 kbps) - BHeins (72 kbps) - Radio Slubfurt (72 kbps) - Radio Woltersdf (72 kbps) - Radio Ginseng (72 kbps) - Radiokombinat (72 kbps) - freies Radio Pdm (72 kbps) | 10       | ND                                          | - Berlin: Berliner Fernsehturm, Berlin (Schäferberg) - Brandenburg: Booßen, Calau, Cottbus (Hufelandstr.) |

### Digitales Fernsehen (DVB-T2)
Am 29. März 2017 wurde der Regelbetrieb von DVB-T2 HD aufgenommen. Seitdem senden im DVB-T2-Standard die Programme der ARD (rbb-Mux), des ZDF sowie das kommerzielle Angebot von freenet TV (in Irdeto verschlüsselt) im HEVC-Videokodierverfahren und in Full-HD-Auflösung. Die DVB-T2-HD-Ausstrahlungen vom Berliner Fernsehturm am Alexanderplatz sind im Gleichwellenbetrieb (Single Frequency Network) mit anderen Sendestandorten.
Alle kursiv dargestellten Sender sind verschlüsselt und nur über die DVB-T2 HD-Plattform freenet TV empfangbar.
| Kanal | Frequenz (MHz) | Multiplex                                                | Programme im Multiplex | ERP (kW) | Antennendiagramm rund (ND)/ gerichtet (D) | Polarisation horizontal (H) / vertikal (V) | Modulationsverfahren | FEC | Guardintervall | Bitrate (MBit/s) | Gleichwellennetz (SFN)                                                                                                |
| ----- | -------------- | -------------------------------------------------------- | --- | -------- | ----------------------------------------- | ------------------------------------------ | -------------------- | --- | -------------- | ---------------- | --- |
| 25    | 506            | rbb 1 (ARD)                                              | - Das Erste HD - tagesschau24 HD - MDR Sachsen HD - NDR FS NDS HD - rbb Berlin HD - rbb Brandenburg HD - SWR BW HD                                                                                  | 100      | ND                                        | H                                          | 64-QAM               | 3/5 | 19/256         | 23,6             | Berliner Fernsehturm Alex, Berlin-Wannsee (Schäferberg), Berlin-Charlottenburg (Scholzplatz), Frankfurt/Oder (Booßen) |
| 40    | 626            | rbb 2 (ARD)                                              | - arte HD - Phoenix HD - One HD - BR Fernsehen HD - HR-Fernsehen HD - WDR HD Köln | 100      | ND                                        | H                                          | 64-QAM               | 3/5 | 19/256         | 23,6             | Berliner Fernsehturm Alex, Berlin-Wannsee (Schäferberg), Berlin-Charlottenburg (Scholzplatz), Frankfurt/Oder (Booßen) |
| 33    | 570            | Substream 0: ZDF (ZDFmobil) Substream 1: Media Broadcast | Substream 0: - ZDF HD - ZDFinfo HD - ZDFneo HD - 3sat HD - KiKA HD Substream 1: - freenet.TV connect                                                                                                | 50       | ND                                        | H                                          | 64-QAM               | 3/5 | 19/128         | 22               | Berliner Fernsehturm Alex, Berlin-Wannsee (Schäferberg), Frankfurt/Oder (Booßen)                                      |
| 27    | 522            | Media Broadcast (RTL Group)                              | - RTL HD - VOX HD - Super RTL HD - RTL Zwei HD - n-tv HD - Nitro HD - Tele 5 HD | 50       | ND                                        | H                                          | 64-QAM               | 2/3 | 1/16           | 27,6             | Berliner Fernsehturm Alex, Berlin-Wannsee (Schäferberg), Berlin-Charlottenburg (Scholzplatz)                          |
| 31    | 554            | Media Broadcast (ProSiebenSat.1 Media)                   | - Sat.1 HD - ProSieben HD - Kabel Eins HD - Sixx HD - ProSieben Maxx HD - Sat.1 Gold HD - Sport1 HD                                                                                                 | 50       | ND                                        | H                                          | 64-QAM               | 2/3 | 1/16           | 27,6             | Berliner Fernsehturm Alex, Berlin-Wannsee (Schäferberg), Berlin-Charlottenburg (Scholzplatz)                          |
| 42    | 642            | Media Broadcast                                          | Substream 0: - Disney Channel HD - Welt HD - DMAX HD - Eurosport 1 HD - Nickelodeon HD - test - QVC HD - HSE HD - Bibel TV HD Substream 1: - freenet.TV Info - ssu (System Software Update service) | 50       | ND                                        | H                                          | 64-QAM               | 2/3 | 1/16           | 27,6             | Berliner Fernsehturm Alex, Berlin-Wannsee (Schäferberg), Berlin-Charlottenburg (Scholzplatz)                          |

### Digitales Fernsehen (DVB-T)
Die DVB-T-Ausstrahlungen vom Berliner Fernsehturm am Alexanderplatz liefen im Gleichwellenbetrieb (Single Frequency Network) mit anderen Sendestandorten. In Deutschland war dieses Sendernetz, als es 2003 schrittweise startete, das erste seiner Art gewesen. Die DVB-T Ausstrahlung wurde am 29. März 2017 im Wesentlichen zugunsten von DVB-T2 HD beendet. Übergangsweise werden auf K47/682 MHz derzeit noch die Programme 123tv und Juwelo / Spreekanal (beide vorher K59/778 MHz) im DVB-T-Modus abgestrahlt.
| Kanal | Frequenz (MHz) | Multiplex                 | Programme im Multiplex | ERP (kW) | Antennendiagramm (ND)/(D) | Polarisation (H)/(V) | Modulationsverfahren | FEC | GI   | Bitrate (MBit/s) | SFN                                                                                     |
| ----- | -------------- | ------------------------- | --- | -------- | ------------------------- | -------------------- | -------------------- | --- | ---- | ---------------- | --------------------------------------------------------------------------------------- |
| 25    | 506            | RTL-Group Berlin          | - RTL - RTL Zwei - Super RTL - VOX | 20       | ND                        | H                    | 16-QAM (8-k-Modus)   | 2/3 | 1/8  | 14,75            | Berliner Fernsehturm, Berlin-Wannsee (Schäferberg)                                      |
| 27    | 522            | ARD national (rbb)        | - Das Erste (rbb) - rbb Fernsehen Berlin - Phoenix - tagesschau24/rbb Fernsehen Brandenburg (19:30–20 Uhr) | 120      | ND                        | H                    | 16-QAM (8-k-Modus)   | 2/3 | 1/8  | 14,75            | Berliner Fernsehturm, Berlin-Wannsee (Schäferberg), Berlin-Charlottenburg (Scholzplatz) |
| 33    | 570            | ZDFmobil                  | - ZDF - 3sat - ZDFinfo - KiKA (6–21 Uhr) - ZDFneo (21–6 Uhr) | 50       | ND                        | H                    | 16-QAM (8-k-Modus)   | 2/3 | 1/4  | 13,27            | Berliner Fernsehturm, Berlin-Wannsee (Schäferberg), Frankfurt/Oder (Booßen)             |
| 39    | 618            | Gemischt Berlin 4         | - Bibel TV - Disney Channel - QVC - BR Fernsehen - n-tv - nice – visual radio - Euronews (6–9 + 22–0 Uhr) - Channel 21 (9–22 + 0–6 Uhr) - multithek (HbbTV-Dienst mit mehreren Streams)                                                                                                  | 20       | ND                        | H                    | 64-QAM               | 2/3 | 1/8  | 22,12            | Berliner Fernsehturm, Berlin-Wannsee (Schäferberg)                                      |
| 42    | 642            | DVB-T2HD HEVC/E-AC3 Test  | entweder - Das Erste HD (1920x1080p50) - ZDF HD (1920x1080p50) - ProSieben HD (verschlüsselt in Irdeto) - RTL HD (verschlüsselt in Irdeto) - SAT.1 HD (verschlüsselt in Irdeto) - VOX HD (verschlüsselt in Irdeto) oder - multithek-Infotafel (1920x1080p50) - Testschleife (960x540p50) | 50       | ND                        | H                    | 64-QAM (32-k-Modus)  | 2/3 | 1/16 |                  | Berliner Fernsehturm, Berlin-Wannsee (Schäferberg)                                      |
| 44    | 658            | ProSiebenSat.1 Berlin     | - ProSieben - Sat.1 - Kabel Eins - Welt | 120      | ND                        | H                    | 16-QAM (8-k-Modus)   | 2/3 | 1/8  | 14,75            | Berliner Fernsehturm, Berlin-Wannsee (Schäferberg)                                      |
| 47    | 682            | ARD regional (rbb) Berlin | - MDR Fernsehen Sachsen - Arte - NDR Fernsehen Niedersachsen - HR-Fernsehen | 100      | ND                        | H                    | 16-QAM (8-k-Modus)   | 2/3 | 1/8  | 14,75            | Berliner Fernsehturm, Berlin-Wannsee (Schäferberg), Berlin-Charlottenburg (Scholzplatz) |
| 50    | 706            | Gemischt Berlin 1         | - WDR Fernsehen Köln - SWR Fernsehen Baden-Württemberg/SWR Fernsehen Rheinland-Pfalz (wöchentlich wechselnd) - HSE - Tele 5 | 50       | ND                        | H                    | 16-QAM (8-k-Modus)   | 2/3 | 1/8  | 14,75            | Berliner Fernsehturm, Berlin-Wannsee (Schäferberg)                                      |
| 56    | 754            | Gemischt Berlin 2         | - ProSieben Maxx - Eurosport 1 - TV Berlin - Sixx | 10       | ND                        | H                    | 16-QAM (8-k-Modus)   | 2/3 | 1/8  | 14,75            | Berliner Fernsehturm, Berlin-Wannsee (Schäferberg)                                      |
| 59    | 778            | Gemischt Berlin 3         | - TLC - Nitro - Juwelo / Spreekanal - 123tv | 10       | ND                        | H                    | 16-QAM (8-k-Modus)   | 2/3 | 1/8  | 14,75            | Berliner Fernsehturm, Berlin-Wannsee (Schäferberg)                                      |

### Analoges Fernsehen
Bis zur Umstellung auf DVB-T und später DVB-T2 HD wurden vom Berliner Fernsehturm folgende Programme in analogem PAL gesendet:
| Kanal | Frequenz (MHz) | Programm      | ERP (kW) | Sendediagramm rund (ND)/ gerichtet (D) | Polarisation horizontal (H)/ vertikal (V) |
| ----- | -------------- | ------------- | -------- | -------------------------------------- | ----------------------------------------- |
| 5     | 175,25         | TV Berlin     | 100      | ND                                     | H                                         |
| 27    | 519,25         | ORB-Fernsehen | 700      | ND                                     | H                                         |
| 41    | 631,25         | BBC World     | 1        | D                                      | H                                         |
| 44    | 655,25         | ProSieben     | 670      | ND                                     | H                                         |
| 51    | 711,25         | n-tv          | 5        | D                                      | H                                         |

## Filme
- Silberkugel der Superlative – Der Berliner Fernsehturm. Dokumentarfilm, Deutschland, 2010, 13:44 Min., Buch und Regie: Michael Petsch, Produktion: ZDF, Erstsendung: 2. April 2010 bei ZDF, Inhaltsangabe mit online-Video von ZDF, Video verfügbar bis 3. Oktober 2020.
- Der Fernsehturm in der Mitte Berlins. Dokumentarfilm, Deutschland, 2009, 88:25 Min., Buch und Regie: Jens Rübsam, Produktion: rbb, Inhaltsangabe von ARD.
- Das Inferno – Flammen über Berlin. Katastrophenfilm, Deutschland 2007, 95 Minuten, Regie: Rainer Matsutani, Produktion: ProSieben.
- Tornado – Der Zorn des Himmels. Katastrophenfilm in 2 Teilen, Deutschland 2006, 180 Minuten, Regie: Andreas Linke, Produktion: ProSieben.